# Alix Payen
Vous lisez un « article de qualité » labellisé en 2021.
Pour les articles homonymes, voir Payen.
Alix Payen, née Milliet le 18 mai 1842 au Mans et morte le 24 décembre 1903 à Paris, est une ambulancière communarde française. Elle est connue pour la correspondance qu'elle a entretenue avec sa famille et qui a été publiée après sa mort.
Issue d'une famille bourgeoise, républicaine et fouriériste, Alix Payen grandit en Savoie exilée du régime de Napoléon III. Elle s'établit en 1861 dans le 10e arrondissement de Paris, après s'être mariée à l'âge de 19 ans à Henri Payen, un sergent de la Garde nationale.
La guerre de 1870 contre l'Allemagne perdue, la Garde nationale participe à l'insurrection de la Commune de Paris et subit un siège de l'armée régulière, dite versaillaise. Alors que son époux part combattre aux côtés des insurrectionnels, Alix Payen le suit. Elle s'engage comme ambulancière au sein du 153e bataillon de la XIe légion. Pendant un mois, d'avril à mai 1871, elle est présente au fort d'Issy, au fort de Vanves, dans les tranchées de Clamart, à Levallois puis à Neuilly. Son mari blessé et atteint du tétanos, elle se retire à Paris à la fin du mois de mai pour veiller sur lui. Il meurt durant les derniers jours de la Commune. Elle parvient à échapper à la répression versaillaise.
Durant son engagement, Alix Payen maintient une correspondance régulière avec sa famille. Avec un œil bourgeois, elle décrit les conditions difficiles, le manque de vivres ou d'équipement. Elle raconte les affrontements comme la vie au sein de son bataillon. À Paris intra muros, sa mère et sa sœur témoignent de leur quotidien sous la Commune. Ses lettres, rare témoignage contemporain, rendent compte de la participation des femmes aux combats et de la place qu'elles y eurent, ambiguës entre l'outrepassement d'un espace réservé aux hommes et l'acceptation de la domination masculine, à travers les devoirs imposés à l'épouse qui suit son mari.
Après la Commune, sans fortune, Alix Payen retourne habiter chez ses parents à Paris. Elle tente de vivre seule de petits travaux dans l'art, avant de connaître un second, mais court, mariage en 1880. Elle passe les trente dernières années de sa vie auprès de sa famille, réunie à la Colonie, un phalanstère fouriériste situé dans la forêt de Rambouillet. Elle meurt en 1903, à l'âge de 61 ans.
Après sa mort, sa correspondance est publiée en 1910 par Paul Milliet, frère d'Alix Payen, au sein d'une biographie familiale dans les Cahiers de la Quinzaine dirigés par Charles Péguy, puis en 2020 dans un ouvrage que lui a consacré Michèle Audin.

## Vie jusqu'en 1870

### Famille
| Buste de Félix Milliet.                                    |  | Buste de Louise Milliet. |
| Les parents d'Alix Payen, Félix Milliet et Louise de Tucé. |  |                          |

| Photographie en pied de Fernand Milliet en Syrie vers 1869. |  | Photographie en pied d'Alix Payen, debout, en robe. |
| Les aînés de la fratrie, Fernand et Alix.                   |  |                                                     |

| Buste de Paul Milliet.              |  | Buste de Louise Milliet. Elle regarde droit devant elle, le visage fermé. Elle a les cheveux courts ou tressés. |
| Les deux benjamins, Paul et Louise. |  | |

Alix Payen naît Louise Alix Milliet en 1842 au Mans, dans le département de la Sarthe. Elle est la fille de Louise de Tucé,, issue d'une famille mancelle aristocrate et aisée, et de Félix Milliet, un rentier moins fortuné originaire de la Drôme, qui, peu après sa naissance, démissionne de l'armée pour vivre auprès de sa famille.
Elle a deux frères, Fernand (1840-1885), militaire envoyé en Algérie et au Mexique, et Paul (1844-1918), peintre et biographe de la famille, ainsi que deux sœurs. La première, prénommée Jeanne (1848-1854), meurt dans son enfance, et la seconde, Louise (1854-1929), est artiste. La famille vit au Mans, dans une maison qu'elle a fait édifier à proximité de celle de la famille Tucé.

### Exil politique en Savoie
Républicains, Félix et Louise Milliet suivent tous deux les préceptes du socialiste utopique Charles Fourier. Félix Milliet développe un socialisme « à sa mesure », où il reste bourgeois et s'oppose à la lutte des classes,. Il exprime ses idées dans des chansons qu'il fait publier et est élu capitaine de la Garde nationale du Mans.
Persécuté comme l'étaient tous les républicains de Sarthe,, Félix Milliet fuit, avec son épouse et ses enfants, le coup d'État du 2 décembre 1851 de Louis-Napoléon Bonaparte. Ils vendent leurs propriétés et confient leur dernière-née, Jeanne, à sa grand-mère. Ils s'installent en Suisse, à Genève, puis fuient de nouveau, pour la ville montagneuse de Samoëns, située dans le royaume de Sardaigne. Dans un principe fouriériste, les filles suivent la même instruction que leurs frères, vont à l'école et aux cours d'instruction religieuse. Ainsi, Alix Milliet va à l'école chez les Sœurs. Elle fait à Samoëns sa première communion, le 2 avril 1854, avant que la famille ne déménage de nouveau, cette fois-ci pour Bonneville, où l'éducation dispensée est jugée plus complète.
Sa petite sœur Jeanne, la benjamine, que sa mère Louise a ramenée depuis peu parmi eux, meurt à l'automne d'une maladie non identifiée. Les Milliet envisagent un temps de rejoindre le phalanstère La Réunion, fondé en 1855 outre-Atlantique, au Texas, par Victor Considerant.
À la fin de la décennie, la famille Milliet revient à Genève, où elle est autorisée à séjourner. Le 24 septembre 1861, Alix Milliet épouse Henri Payen (1836-1871), le fils d'Adolphe Payen, un fabricant de bijoux parisien. Elle le rencontre par l'intermédiaire de son amie d'enfance Suzanne Reynaud (fille de l'horloger-bijoutier Paul Alexandre Reynaud), qui a épousé Alphonse Glatou, un proche d'Henri et dessinateur pour la fabrique d'Adolphe Payen. C'est en suivant son ami à Genève qu'Henri Payen rencontre sa future épouse. Ils se marient à Genève, à la mairie et à l'église. Elle a alors 19 ans, lui 25 ans.

### Vie à Paris

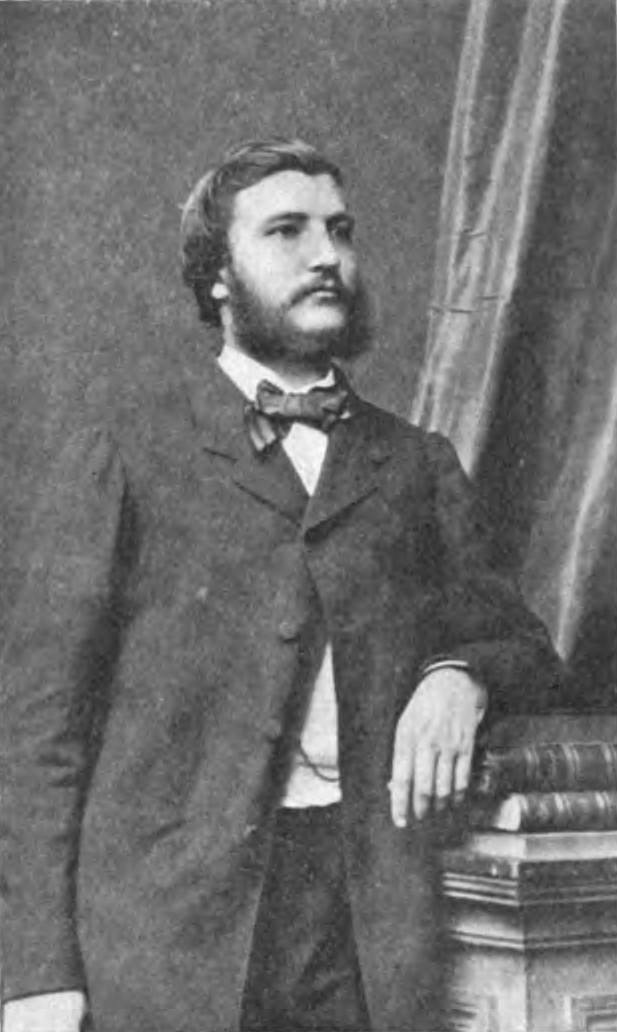
Portrait d'Henri Payen.

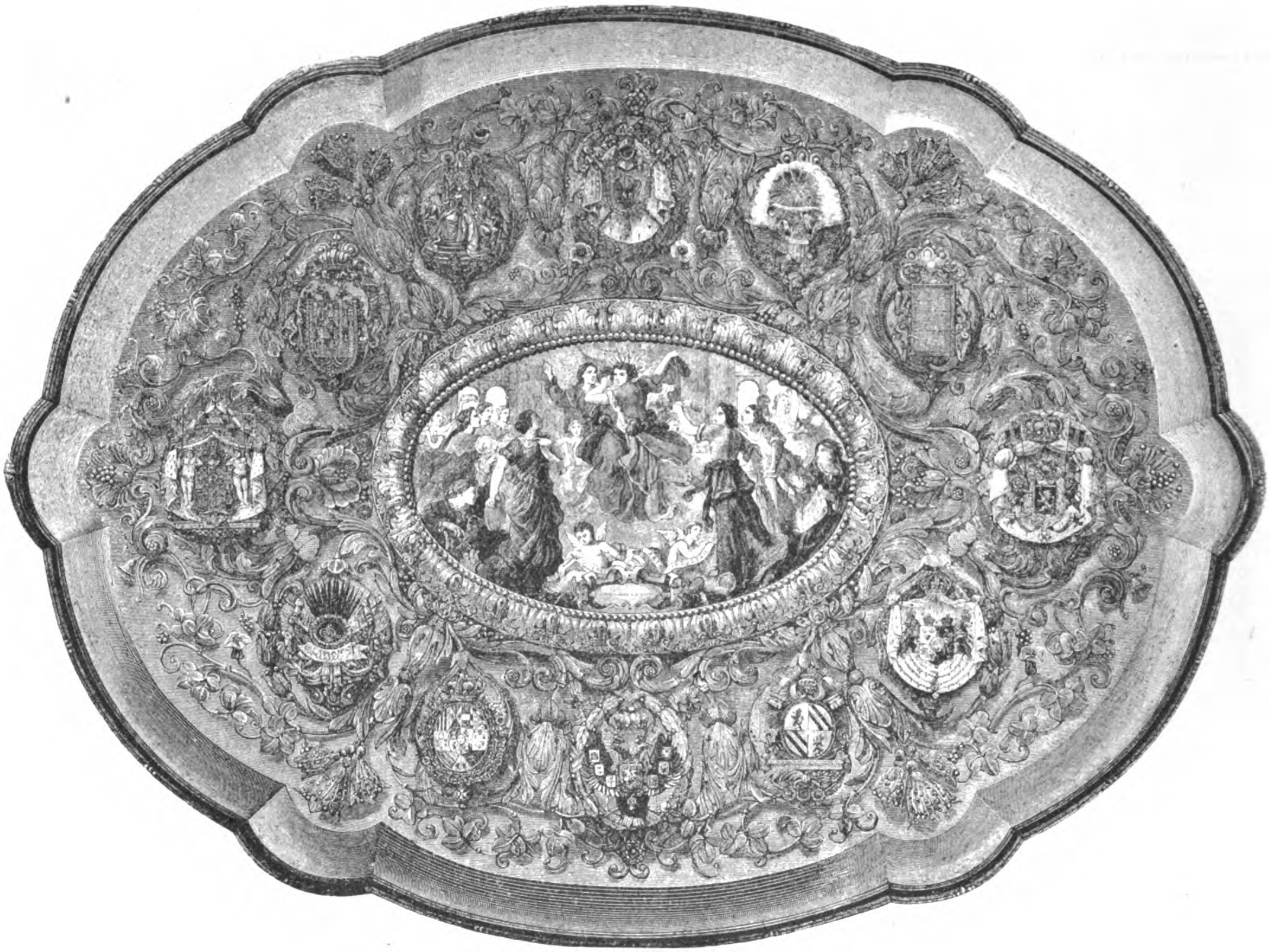
Cadre en filigrane et émaux, création d'Henri Payen présentée à l'Exposition universelle de 1862 à Londres.

Alix et Henri Payen partent pour Paris et s'établissent dans le 10e arrondissement. En dix ans, ils déménagent par trois fois. Toujours à proximité du Château-d'Eau, ils sont domiciliés, au moins jusqu'en 1863, au no 1 boulevard de Strasbourg, puis en 1865 au 95 boulevard de Magenta et enfin, en 1870 au 17 rue Martel.
Avec son mari, Alix Payen vit seule, éloignée de sa famille,, mais reste en contact étroit avec sa mère, à qui elle rend visite et avec qui elle correspond. Quelque temps après, profitant d'une amnistie générale prononcée en 1859, la famille Milliet revient dans l'Hexagone et prend elle aussi domicile à Paris, au 95 boulevard Saint-Michel. Elle participe également à la vie de la Colonie, une communauté fouriériste établie à Condé-sur-Vesgre en Seine-et-Oise, dans la forêt de Rambouillet. Louise Milliet mère y devient administratrice.
Ouvrier-artisan bijoutier, Henri Payen s'établit à son compte. Il ouvre sa propre fabrique, indépendante de celle de son père, avec qui il travaillait jusqu'alors. Cependant, à l'opposé de son talent d'orfèvre, il est mauvais administrateur et dilapide la dot de son épouse. Celle-ci, qui s'élevait à 40 000 francs lors du mariage en 1861, est placée chez un notaire genevois en mai 1862 mais n'existe plus dix ans après. Ils tentent d'avoir des enfants, sans succès.

## Ambulancière pour la Commune de Paris

### Le siège de Paris

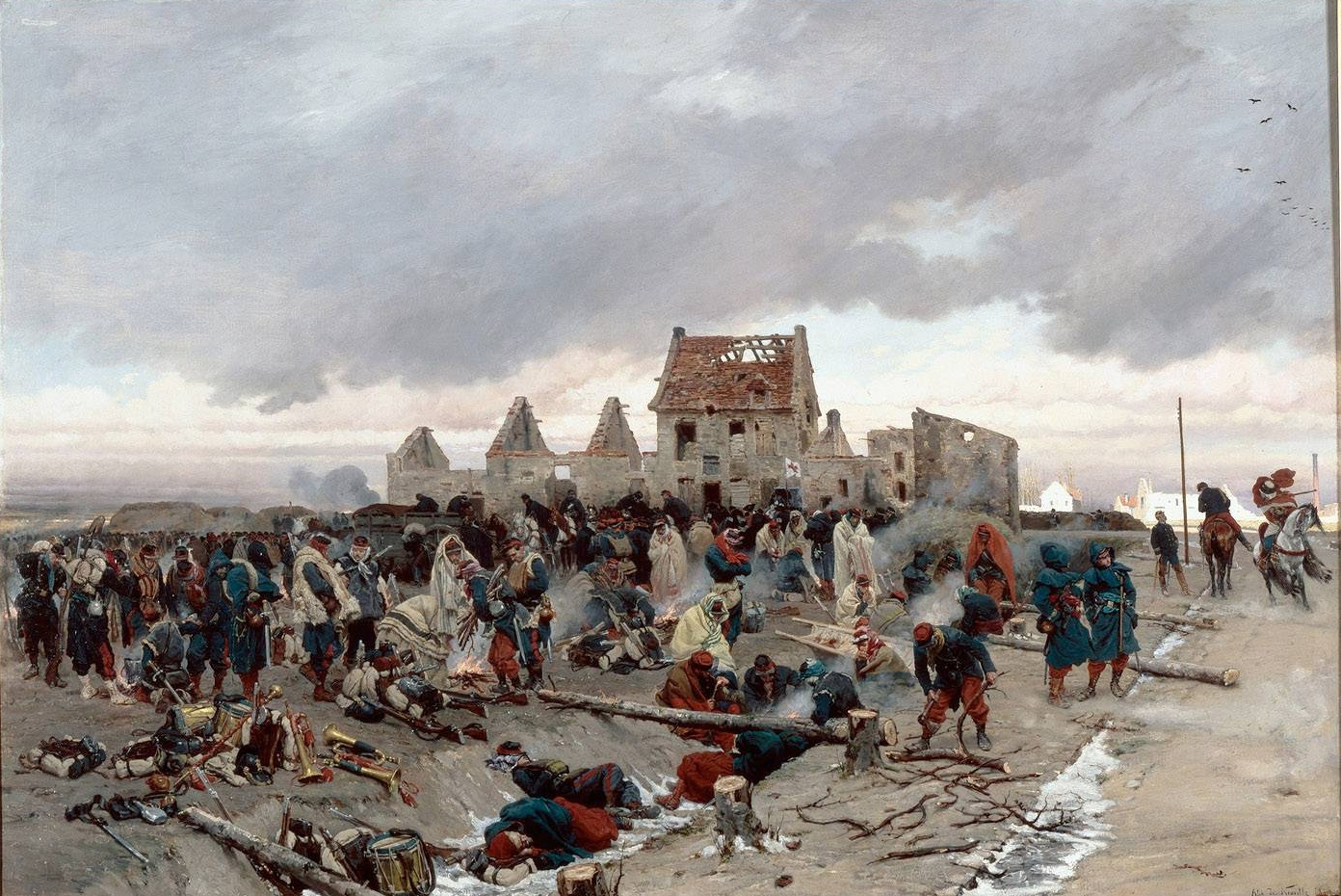
Bivouac après le combat du Bourget, 21 décembre 1870, huile sur toile par Alphonse de Neuville en 1873, conservée au musée d'Orsay.
Paul Milliet participe à la bataille du Bourget.

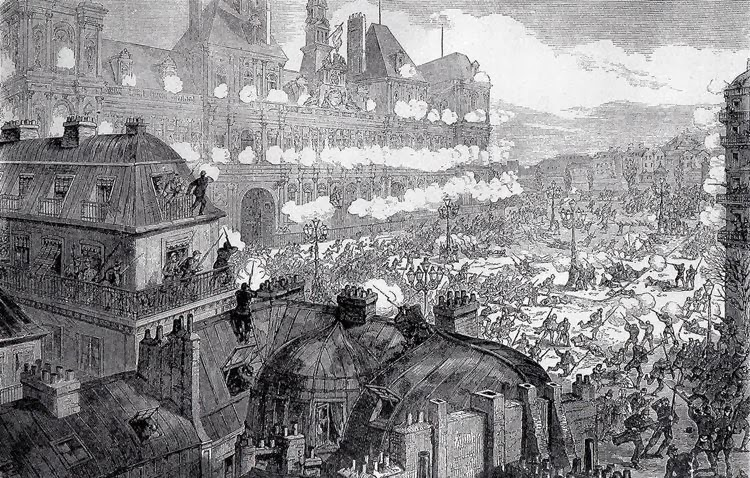
La mère et la plus jeune sœur d'Alix Payen assistent au soulèvement du 22 janvier 1871. La garde mobile bretonne tire depuis l'hôtel de ville sur la foule et la Garde nationale.
Auteur inconnu.

La confédération de l'Allemagne du Nord et le Second Empire français de Napoléon III entrent en guerre en juillet 1870. Celle-ci se solde par la chute de l'empereur et un siège de Paris, débuté en septembre 1870 et clos le 2 mars de l'année suivante, qui voit la défaite de la République française naissante, alors dirigée par les monarchistes.

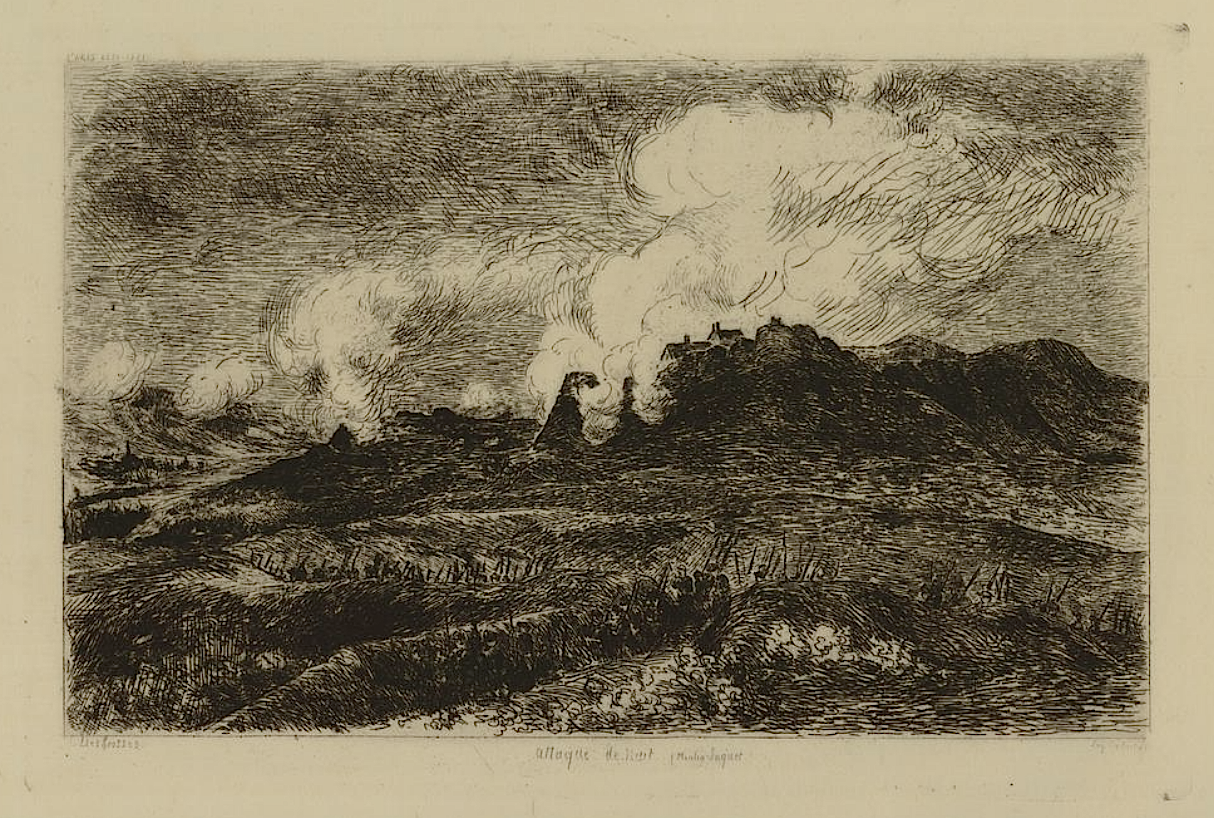
Attaque de nuit (Moulin Saquet), aquatinte par Léopold Desbrosses en 1871, conservée au British Museum.
Représentation de la guerre à Vitry.

Sergents de la Garde nationale, Henri Payen et Paul Milliet, petit frère d'Alix Payen, reçoivent une affectation différente durant le siège,. Paul, actif au combat depuis août au sein de la 1re compagnie du génie de l'armée de Paris, est affecté successivement au plateau d'Avron, à Pantin, au Bourget en décembre puis à Buzenval en janvier. Henri Payen combat dans un bataillon de quartier, au sein duquel il retrouve ses voisins et ses proches. Sa belle-sœur Louise rapporte dans une lettre du 15 janvier qu'il part à Vitry.
De Condé-sur-Vesgre, Louise Milliet regagne Paris afin d'être auprès de ses enfants, et emmène avec elle sa plus jeune fille, elle aussi prénommée Louise et âgée de 16 ans. A contrario, le père, Félix Milliet, qui approche des 60 ans reste lui à la Colonie. Alix Payen se trouve déjà à Paris. À l'arrière des combats, elle est mobilisée et participe à la fabrication de passe-montagnes.
En janvier 1871, sa mère et sa benjamine quittent le boulevard Saint-Michel, où elles résident, pour la rejoindre. Elles fuient les bombardements, qui touchent davantage la rive gauche que la rive droite, et plus particulièrement leur quartier. Lors de leur dernier déménagement, une douzaine de jours plus tard, elles assistent au soulèvement du 22 janvier 1871 — auquel Louise Michel participe — mais qui échoue.

« Voici deux nuits que nous couchons chez Alix. La nuit précédente, maman n'avait pu dormir à cause du bruit des obus, puis tout le monde déménage de la maison, et tous nous conseillent de partir.
[...] Hier, nous quittions notre appartement. […] On craint que les voitures soient renversées pour faire des barricades. Impossible de passer par le pont Saint-Michel, nous faisons un grand détour, mais il y avait une foule de brancardiers qui allaient et de blessés qui revenaient. […] Le bataillon de Belleville était allé libérer Flourens emprisonné à Mazas. Ils voulaient renverser le Gouvernement et proclamer la Commune. […] On criait : « À bas Trochu ! » Il a été obligé de donner sa démission de gouverneur de Paris. C'est Vinoy qui a pris sa place : on ne gagne pas beaucoup au change. […] Le bataillon de Belleville voulait la Commune ; les mobiles bretons défendaient Trochu, et ils se sont tirés des coups de fusil. […] C'est vraiment triste qu'on se tue entre Français. »

— Louise Milliet fille, lettre à son frère Paul Milliet le 23 janvier 1871. Issue du livre Une famille de républicains fouriéristes de Paul Milliet,.
Le gouvernement de la Défense nationale capitule et signe l'armistice avec l'Allemagne le 28 janvier 1871. Les hommes reviennent et la famille peut se réunir. Le 13 février, un laissez-passer autorise Alix Payen à se rendre à Condé-sur-Vesgre pour « affaires de famille » ; on ne sait si elle l'utilise,. Au moins une partie de la famille retourne à la Colonie,.

### Vie sous le Paris communard

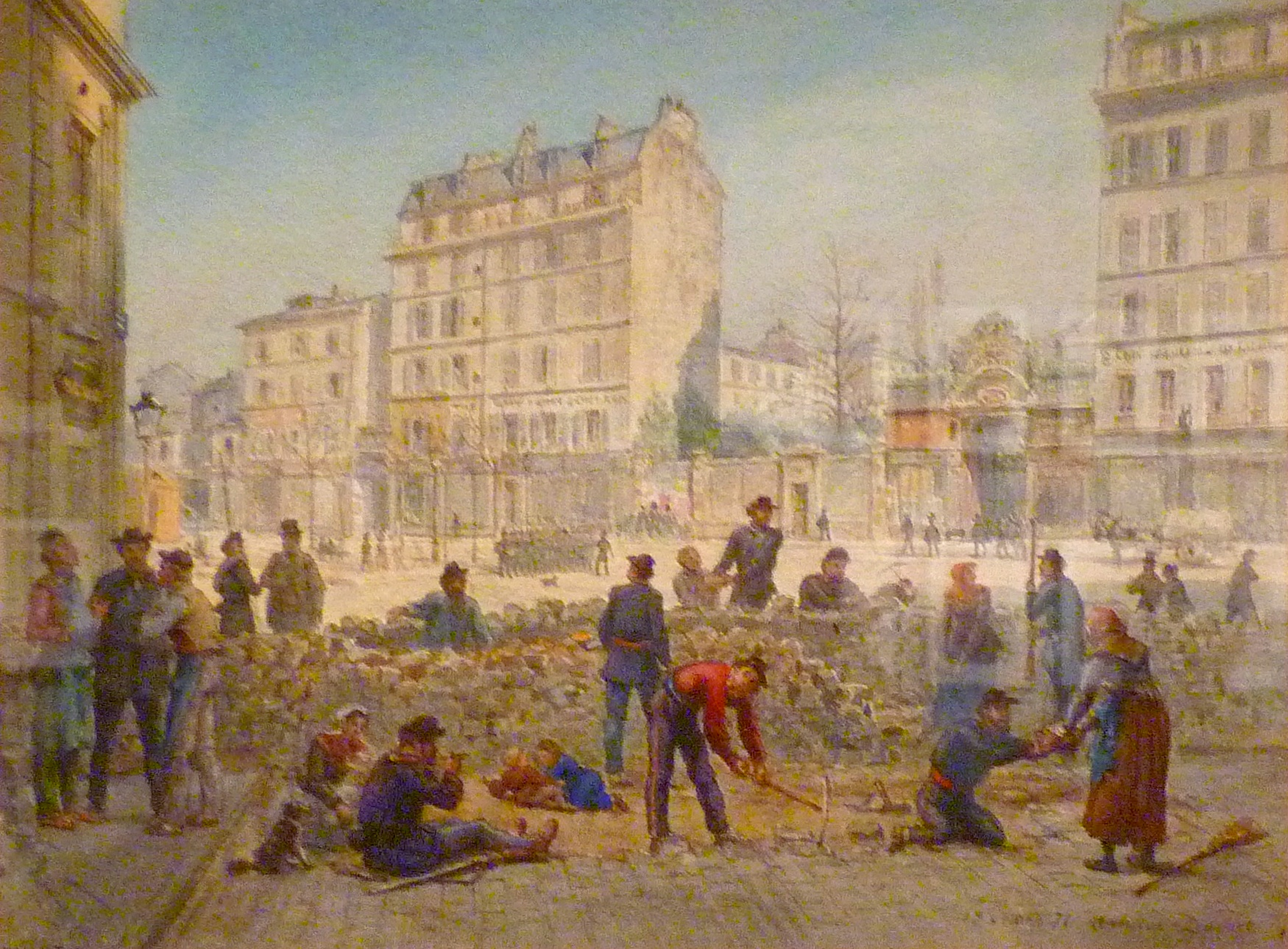
Construction d'une barricade place Blanche le 19 mars 1871, aquarelle de Jean-Baptiste Arnaud-Durbec. Conservée au musée Carnavalet à Paris.

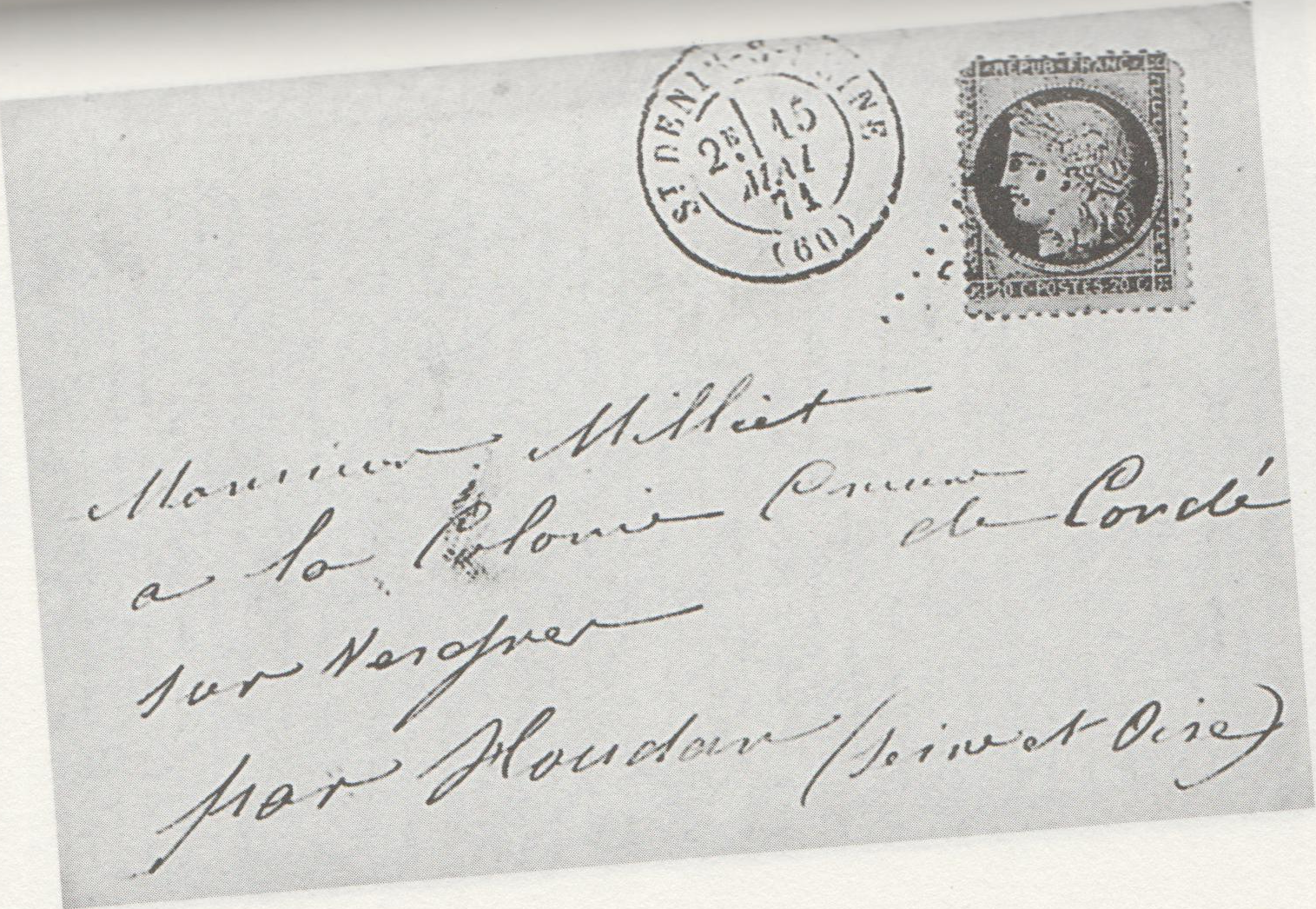
Lettre adressée à Félix Milliet, passée à Saint-Denis le 15 mai 1871.

Une quinzaine de jours après la fin du siège de Paris et la capitulation française, des révolutionnaires — dont la Fédération de la Garde nationale — se soulèvent et instaurent la Commune de Paris le 18 mars 1871. Des élections sont organisées le 26 mars, un conseil de la Commune élu est instauré le 28. Les familles Milliet et Payen étant réunies, elles ne s'écrivent pas. On ne sait ce qu'elles font durant les deux mois de février et de mars, ni où elles vivent, ni quelle est leur vision des derniers évènements.
Leur correspondance reprend en avril, entre Paris, où sont établis Alix Payen, son mari, sa mère, son frère et sa sœur, et la Colonie de Condé-sur-Vesgre où Félix Milliet est une nouvelle fois resté seul. La transmission du courrier entre les territoires contrôlés par la Commune et ceux sous la domination des Allemands ou de l'armée française régulière est difficile. Si le transport des lettres expédiées depuis Paris est assuré par Albert Theisz, administrateur des services postaux durant la période insurrectionnelle, via Saint-Denis, la correspondance inverse est bien plus complexe.
À Paris, les Milliet, républicains et patriotes, prennent le parti des partisans de la Commune, appelés communards ou Fédérés. Henri Payen et Paul Milliet prennent les armes, le premier au 153e bataillon de la Xe légion, le second au 1er bataillon du génie. La mère et la sœur d'Alix, accompagnées de Marie Delbourck (fille du quarante-huitard puis communard Joseph Louis Delbrouck), visitent régulièrement les soldats blessés de l'ambulance du Luxembourg, où sont amenés ceux du 153e bataillon ; l'ambulance est déplacée au cours du mois de mai à Saint-Sulpice,. À la Colonie, Félix Milliet fait état d'un climat d'insouciance, où l'on danse et fête.

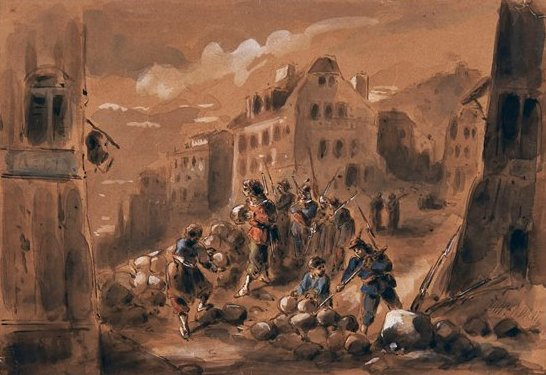
Une barricade de femmes au faubourg Rochechouard (sic), dessin à l'encre brune et à la gouache de Alexandre Dupendant. Conservé au musée d'Art et d'Histoire de Saint-Denis.

« Ces abominables communeux ont brûlé solennellement la guillotine l'autre jour. Tu vois comme ils sont sanguinaires. Ils sont superbes d'entrain, de conviction, tous ces bataillons.
[…] Je passe mon temps à courir après [le bataillon d'Henri] qui est souvent envoyé d'un côté ou de l'autre ; il y a tant de blessés ou de morts qui n'ont pas été reconnus par leur famille que je veux toujours savoir de l'endroit où Henri sera envoyé pour être à même de le soigner s'il était en besoin.
[…] Si tu savais comment je serais contente de t'y rejoindre [à la Colonie] ! […] Mais tu comprends que ce n'est pas le moment de laisser là Henri. »

— Alix Payen, lettre à son père Félix Milliet le 10 avril 1871.

### Engagement d'Alix Payen

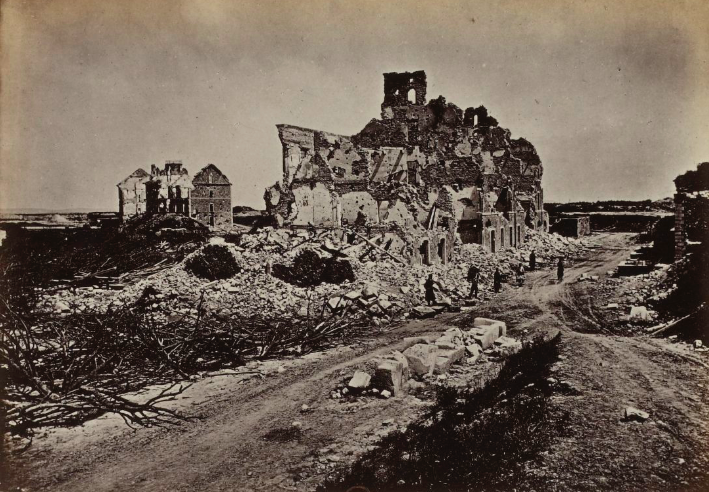
Le fort d'Issy détruit par les bombardements versaillais, photographie d'Alphonse Liébert. Une à une [les salves d'obus] démontaient les pièces du fort d'Issy. On voit sauter en l'air les paniers garnis de terre, puis quelques pans de mur s'effondrent avec bruit., 27 ou 28 avril.

Des combats éclatent à proximité de Paris dès les premiers jours d'avril 1871, opposant les partisans de la Commune aux troupes versaillaises, qui répondent au « chef du pouvoir exécutif » de la nouvelle république, Adolphe Thiers. Henri Payen reste lui cantonné à la caserne et Alix Payen lui rend régulièrement visite.
Lorsque le 15 du même mois, il est déployé avec son bataillon au fort d'Issy, au sud-ouest de Paris, elle souhaite s'engager à ses côtés et le rejoindre. Pour ce faire, elle acquiert des fournitures médicales et parvient à persuader les autorités de la laisser rejoindre le champ de bataille avec les hommes. Elle obtient un brevet d'ambulancière,, une fonction — comme celle de cantinière — généralement attribuée aux épouses de soldat,. Elle rejoint le 153e bataillon le lendemain, le 16 avril 1871.

« Chère mère, Tu t'étonnes, n'est-ce pas, de recevoir une lettre de moi datée d'Issy ?
[...] Je suis stupéfaite d'avoir eu toute seule tant de décision. […]  Hier dimanche je pars de bonne heure pour faire une visite à mon gros [à la caserne du Prince-Eugène], mais en arrivant, […] ils étaient partis dans la nuit pour Issy. « C'est le moment, pensais-je, de mettre mon plan à exécution, mon rêve d'être ambulancière dans le bataillon d'Henri et de le suivre partout. » Je cours à la mairie, je fais demande à M. S. [M. Salomon, délégué au conseil de la dixième légion,]. Il trouvait mille objections à me faire, des obstacles sans nombre, mais je finis pourtant par le convaincre.
[…] À Issy on nous apprend que notre bataillon campe dans le cimetière. Nous y allons, mais à pied. […] M. S. m'amenait là bien à contrecœur et me répétait souvent qu'il était encore temps de me raviser. »

— Alix Payen, lettre à sa mère Louise Milliet le 17 avril 1871.

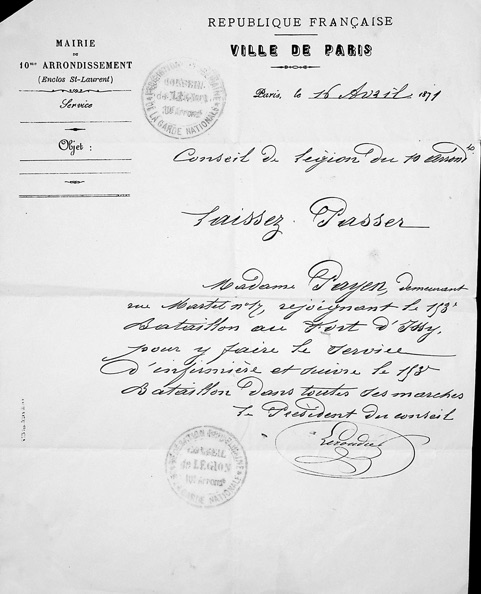
Laissez-passer du 16 avril 1871.

Sur le champ de bataille,, Alix Payen partage les conditions de vie difficiles des soldats. Ensemble, ils campent dans un cimetière sans protection, s'abritant dans des mausolées sous une pluie battante, et un bombardement versaillais sans relâche. Elle œuvre dans un premier temps au sein de l'ambulance de Béatrix Excoffon. Elle réalise ses premiers soins dès le jour de son arrivée, sur son mari, blessé à l'œil, et en assistant le docteur lors de l'amputation d'un soldat dénommé Deshayes,.

### Les combats

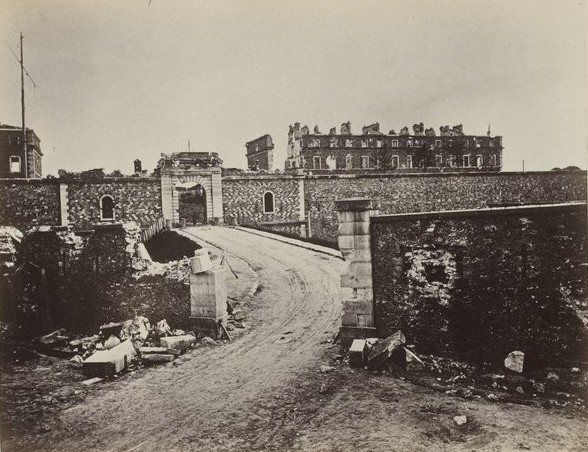
Le fort de Vanves à l'issue des guerres de 1870 et 1871, photographie d'Alphonse Liébert.

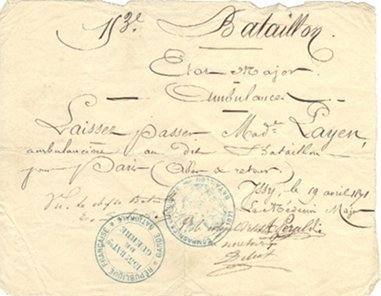
Laissez-passer du 19 avril 1871 à Issy.

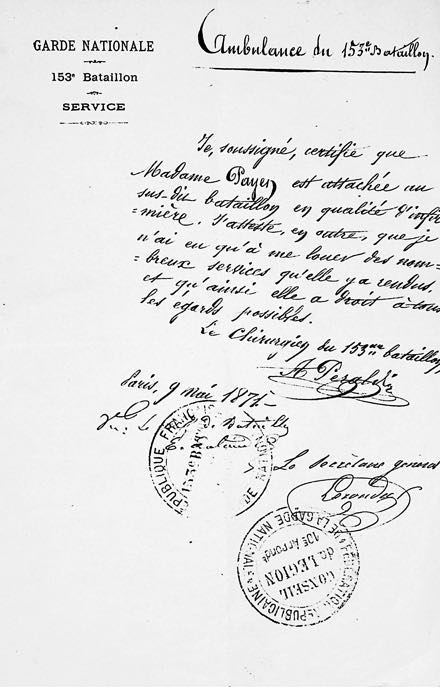
Certificat confirmant la qualité d'infirmière du d'Alix Payen, daté du 9 mai 1871.

Dès son arrivée au cimetière d'Issy, Alix Payen assiste aux batailles. Dans la nuit du 17 au 18 avril, les Versaillais tentent à plusieurs reprises d'assaillir le fort, et sont chaque fois repoussés par les Fédérés,. Le campement du 153e bataillon est déplacé dans les jours qui suivent près d'une annexe du couvent des Oiseaux, située dans le village d'Issy,.
Le 19 ou le 20 avril, Alix Payen rend visite à sa mère à Paris intra-muros. Elle retrouve son bataillon dans les tranchées du fort de Vanves, où il demeure trois jours. Dans la soirée du 23 avril, après avoir couché dehors neuf nuits, le bataillon se mutine et rejoint le fort pour la nuit. Alix Payen décrit dans ses lettres un fort en ruine, où « il n'y a pas deux chambres où l'eau ne pénètre pas. […] Point de paille, nos couvertures étaient trop mouillées pour qu'il fût possible de s'en servir ; en somme notre nuit n'a guère été meilleure qu'à la tranchée,. » Au matin, le chef de la légion Maxime Lisbonne décide de conduire le bataillon aux tranchées de Montrouge ; les soldats protestent de nouveau et parviennent à s'installer dans la bâtisse des Oiseaux.
Au sein de son ambulance, Alix Payen fait face à un manque criant de fournitures médicales, mais aussi au départ de plusieurs volontaires qui ne supportent pas les conditions. Elle relate aller relever des blessés entre les tranchées alliées et adverses sous le feu ennemi,. Elle aide aussi quelquefois à la cuisine,,.
À l'annexe des Oiseaux, Henri Payen organise le soir du 26 avril un concert afin de remonter le moral des troupes. Un poète, Paul Parelon, déclame ses vers. Mme Mallet, cantinière, chante quelques chansons. Cependant, l'accalmie est de courte durée. Durant la nuit, le bataillon est déplacé aux tranchées de Clamart où il participe au combat,. Dans le même temps, le fort d'Issy est bombardé et vingt-six Fédérés sont tués ou blessés. De son côté, le 153e bataillon voit la mort d'un des siens, Henry Mallet (époux de Mme Mallet), et se retire à Paris pour l'enterrer,.
S'ensuit une courte période dont on ne sait où se trouvent ni le bataillon ni Alix Payen. Des lettres familiales ressort que le 2 mai, elle est à Paris où elle passe une dizaine de jours au total. Elle rend visite à sa mère puis est rappelée à la caserne le 9 mai,. Là, le médecin-major de son bataillon, A. Peraldi, lui délivre une attestation de sa qualité d'infirmière, dans laquelle il indique n'avoir « eu qu'à [s]e louer des nombreux services qu'elle a rendus, et qu'ainsi elle a droit à tous les égards possibles ». Probablement dans le même temps, un ordre émanant du chef du bataillon Émile Lalande ordonne « au sergent Payen d'arrêter et de conduire immédiatement à la caserne du Prince-Eugène les gardes nationaux ».

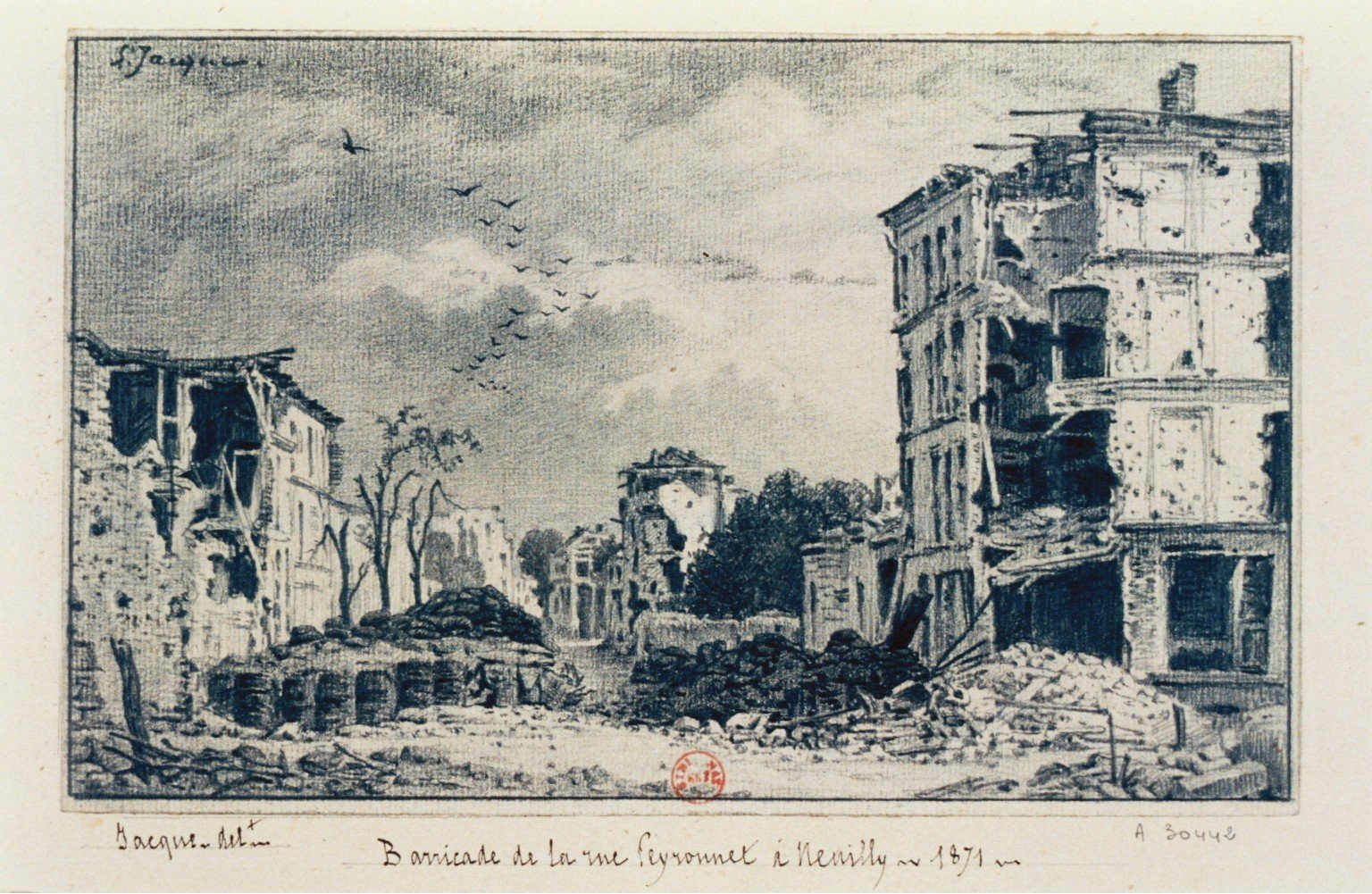
Barricade de la rue Peyronnet à Neuilly en 1871, dessin à la mine de plomb de Léon Jacque.

Entre-temps, le fort d'Issy est tombé le 9 mai. Le 153e bataillon est envoyé à Levallois,. Alix Payen repart vers le 11 mai. Dans la nuit du 12 au 13, le bataillon est mobilisé et combat à Neuilly, où elle décrit dans ses lettres la destruction systématique des habitations du Mont Valérien par l'artillerie versaillaise. Le surlendemain, il est mis au repos pendant deux jours, avant de reprendre les combats. Alors qu'Alix Payen travaillait jusque-là seule avec le docteur Peraldi, quatre nouvelles ambulancières la rejoignent le 13 mai. À contre-cœur, elle les prend sous son commandement ; à terme, il est prévu qu'elles partent chacune dans un bataillon différent. Cependant, deux d'entre elles, trop effrayées, demandent à rentrer à Paris dès le lendemain,.

### Mort d'Henri Payen et fin de la Commune

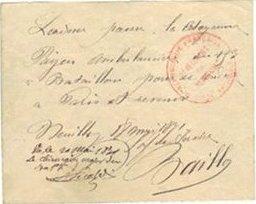
Laissez-passez utilisé par Alix Payen le 20 mai 1871 à Neuilly.

Vers le 19 mai, Henri Payen est grièvement blessé à la main et à la cuisse par un éclat d'obus qui l'a traversée de part en part. Il se retire à Paris avec Alix Payen. Son époux rapatrié, l'engagement communard d'Alix Payen au combat prend fin. Elle s'occupe désormais des soins de ce dernier.

« Chère mère, [...] N'est-ce pas désolant de ne pas pouvoir être ensemble dans un pareil moment !
[…] Le doigt ne pourra pas être conservé. Aujourd'hui [le chirurgien] va mettre quelque chose dessus pour faire sortir les esquilles. Les deux autres plaies l'ont effrayé. Il a enfoncé dans l'une une sonde qui a disparu jusqu'à 18 centimètres. Il croit que c'est le même éclat qui a traversé. […] Ce médecin recommande une propreté extrême. Il faut le changer souvent de linge et tu sais que ce n’est pas facile, mais j'y veillerai avec soin, car l'odeur est déjà horrible.
Hier ce pansement l'avait beaucoup fatigué, et la fièvre était assez violente. Le docteur désire qu'il mange le moins possible, et le pauvre gros se sent besoin ; rien qu'une petite soupe redouble sa fièvre.
[…] Je ne sors pas. […] J'ai du noir, je t'assure, et je suis dans une inquiétude mortelle. »

— Alix Payen, lettre à sa mère non datée, extraite des Cahiers de la Quinzaine,.

« Chère mère,
Je ne sais si tu es à Paris ou auprès de mon père. Reviens vite, Henri se meurt. Je doute que tu le revoies. C'est horrible ! Je t'en prie, viens. Hier les médecins m'avaient prévenue. »

— Alix Payen, lettre à sa mère le 28 ou 29 mai 1871.
Henri Payen meurt du tétanos dix jours après avoir été blessé, le 29 mai à cinq heures du soir, à l'âge de 35 ans ; le lendemain de la capitulation de la Commune. C'est Paul Milliet, son beau-frère, qui déclare son décès. L'enterrement se déroule le 30 mai en petit comité, d'après la biographie familiale écrite par ce dernier,.

« Alix est au désespoir. […] Voilà une enfant mon ami qui va rentrer chez nous. […] Je voudrais emmener Alix aussitôt qu'il sera possible, mais je ne veux laisser personne derrière moi, je veux les emmener tous. »

— Louise Milliet mère, lettre à son époux Félix Milliet, le 30 mai 1871.
Dans le même temps, la Commune est défaite par l'armée versaillaise. Le 21 mai, cette dernière entre dans Paris ; le boulevard Saint-Michel est pris le 24. Les communards et communardes connaissent une répression sanglante du 21 au 28 mai et les derniers capitulent le lendemain. Ils sont arrêtés, exécutés ou condamnés en conseil de guerre à la déportation,,. Les Milliet parviennent cependant à y échapper : le jour de l'enterrement, le 30 mai, Louise Milliet mère obtient d'un parent d'Henri, officier dans l'armée victorieuse, un laissez-passer versaillais. Elle rapatrie auprès d'elle ses deux filles et son fils dès le 1er juin, et, ensemble, ils partent pour Rambouillet en direction de la Colonie de Condé-sur-Vesgre.

## Vie après la Commune

### Petits travaux dans l'art

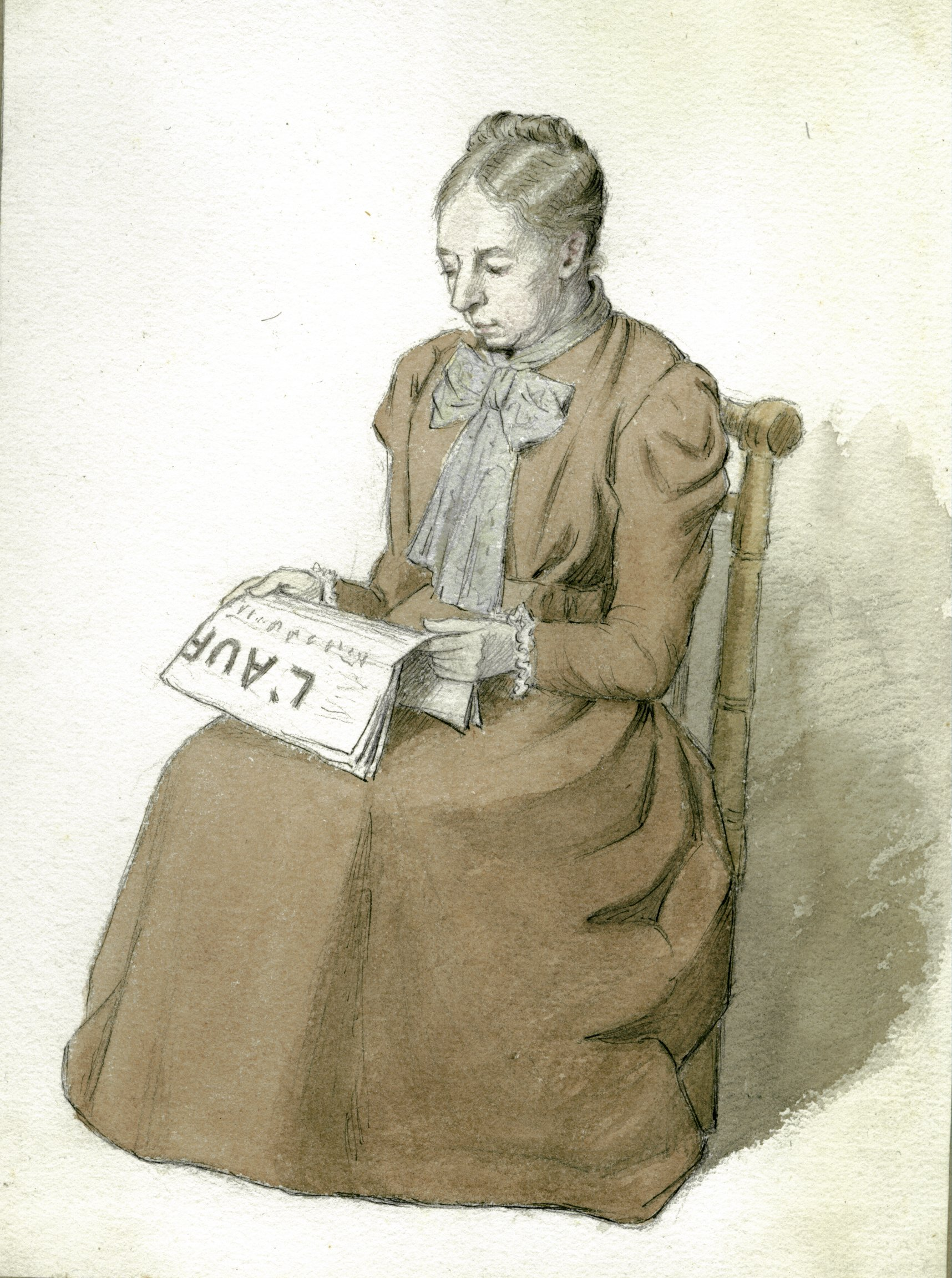
Alix Payen lisant L'Aurore.

À la sortie des évènements de la Commune, Alix Payen est veuve et sans fortune. Elle a en effet perdu sa dot, les affaires de son époux ayant été des échecs. Elle retourne vivre chez sa mère, boulevard Saint-Michel, où loge aussi sa sœur Louise. Sa famille souhaite alors la remarier. Il est prévu en 1873 qu'elle épouse Édouard Lockroy, journaliste et député radical, futur ministre, mais le projet périclite après qu'il a été condamné à une peine de prison pour ses écrits dans Le Rappel,.
Pour subvenir à ses besoins, Alix Payen tente une reconversion dans l'art, activité déjà pratiquée par son frère Paul — qui y fait carrière —, par son père et sa jeune sœur. Elle exerce la profession de coloriste de photographie. Elle travaille dans l'atelier de Nadar pour qui elle colorise des photographies de tableaux dans les musées. Elle reçoit ainsi une commande de vingt francs d'une Anglaise, l'ayant repérée alors qu'elle copiait un tableau d'Amaury-Duval au musée du Luxembourg. Elle peint aussi des aquarelles, dont elle fait commerce ; certaines d'entre elles sont des copies de tableaux exposés au Louvre. En 1873, elle s'inscrit avec Louise Milliet à un concours afin d'obtenir le poste de professeure de dessin, sans succès. Quelques années plus tard, elle peint des éventails. Ces travaux sont cependant peu lucratifs.

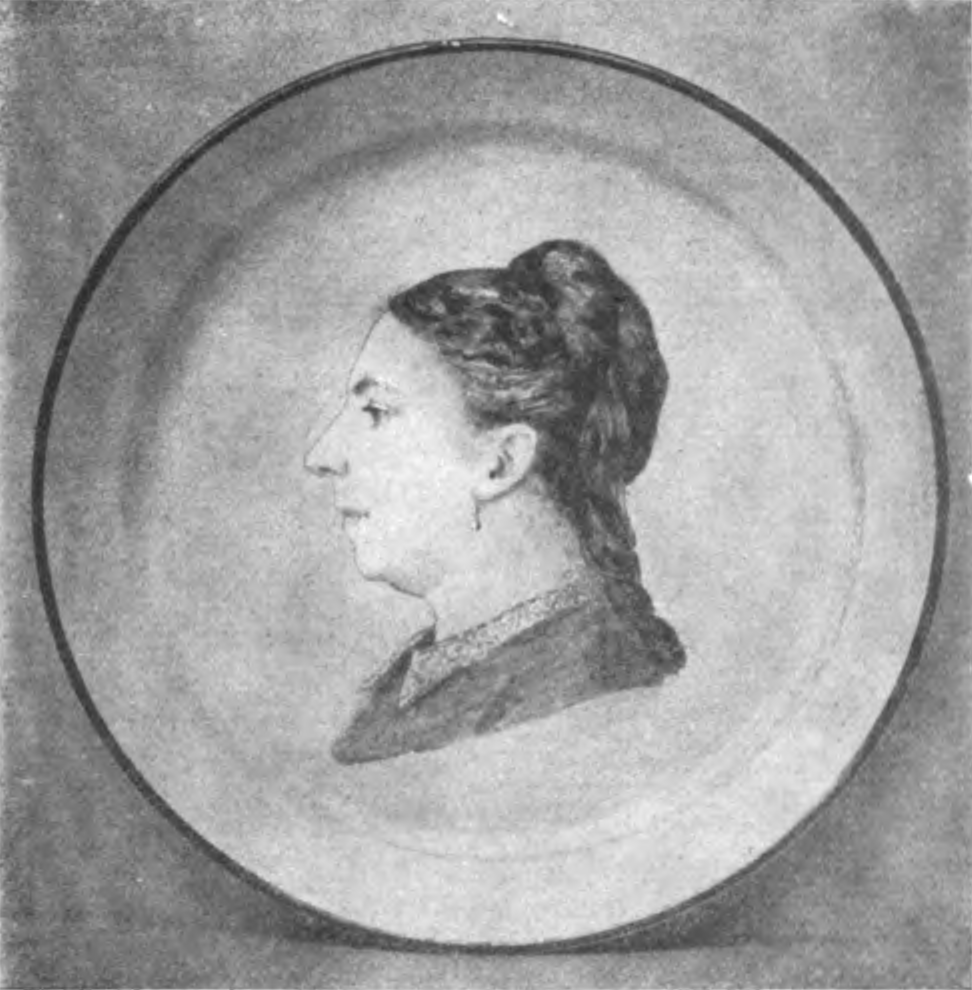
Portrait en faïence d'Alix Payen par sa sœur.

Dans la biographie familiale, son frère Paul Milliet écrit : « Alix Payen n'étant pas mariée sous le régime de la communauté de biens, aurait pu sauver sa dot ; elle l'abandonna aux créanciers de son mari. Complètement ruinée [...], de retour chez ses parents, elle voulut gagner sa vie par son travail. Elle entra d'abord chez Nadar, puis chez Goupil, pour retoucher des photographies. Plus tard, elle parvint à vendre quelques copies de tableaux, qu'elle peignait à l'aquarelle dans les musées. » En janvier 1873, dans une lettre, leur mère : « En attendant mieux, Alix peint à l'aquarelle des photographies sur papier salé. Tout le monde les trouve charmantes, mais personne ne les achète. »

### Établissement à la Colonie avec sa famille

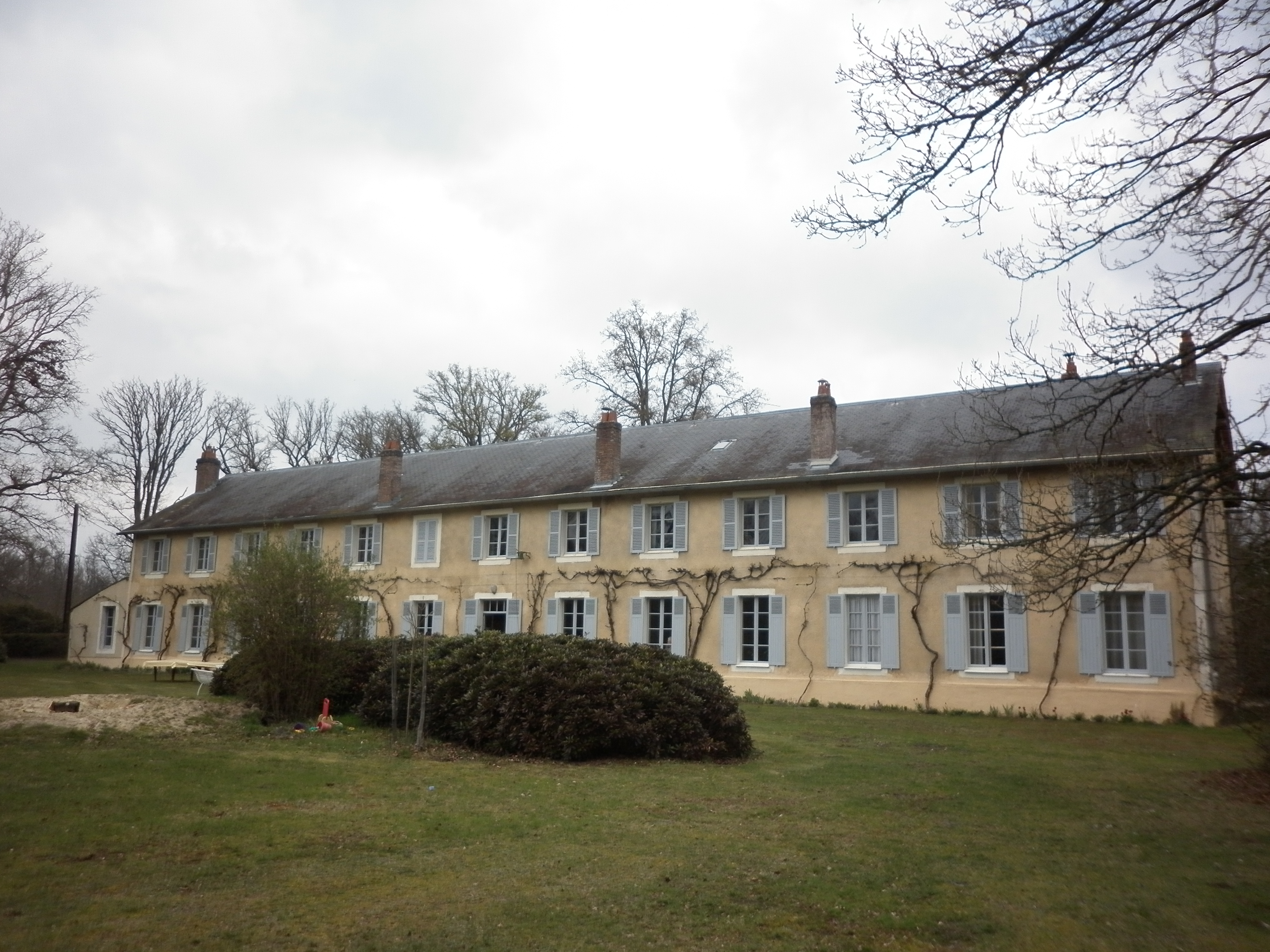
Le bâtiment principal de la Colonie, à Condé-sur-Vesgre.

Alix Payen contracte un second mariage au début des années 1880. Le 2 avril 1880, elle se marie à l'église avec Louis Gustave Poisson, receveur d'octroi à la halle aux vins de Paris. Elle fait l'expérience d'un second veuvage deux ans plus tard. Elle quitte alors Paris pour s'établir au phalanstère la Colonie de Condé-sur-Vesgre, où réside sa famille. Les colons vivent de jeux, de promenades, d'arts, de jardinage et de conversations. Durant deux ans, de 1886 à 1888, Alix Payen tient un cahier dans lequel elle raconte leur vie et recopie sa correspondance passée avec sa mère. Elle mène cette entreprise afin de raconter son histoire personnelle, sans vouloir dépasser le cadre du cercle familial.
Son frère aîné Fernand mort en 1885, elle maintient une relation proche avec sa veuve Euphémie Barbier (1844-1903), domiciliée à Brains dans la Sarthe. La famille de cette dernière, elle aussi mancelle, fouriériste et exilée en 1851, est amie de longue date des Milliet et se rend parfois à la Colonie,. En 1887, Alix Payen témoigne dans ses souvenirs suivre quotidiennement « des leçons de fouriérisme » auprès d'un fervent sociétaire de Condé, Julien Chassevant. Alix Payen rend aussi fréquemment visite à son père Félix Milliet. Il meurt en 1888 et son épouse le suit cinq ans plus tard.
À la suite de la mort de leurs parents, Alix Payen, Paul Milliet et Louise Milliet devenue épouse Hubert, représentent la seconde génération de la famille Milliet ; tous sont réunis à la Colonie. Alix Payen prend en charge l'éducation de Sabine Hubert (1881-1968), l'aînée de sa sœur qu'elle fait vivre chez elle. Leur relation se poursuit en dehors de la Colonie, à travers une correspondance hebdomadaire, après le mariage de Sabine en 1900 avec le zoologiste Maurice Caullery.
Alix Payen meurt à Paris le 24 décembre 1903, à l'âge de 61 ans.

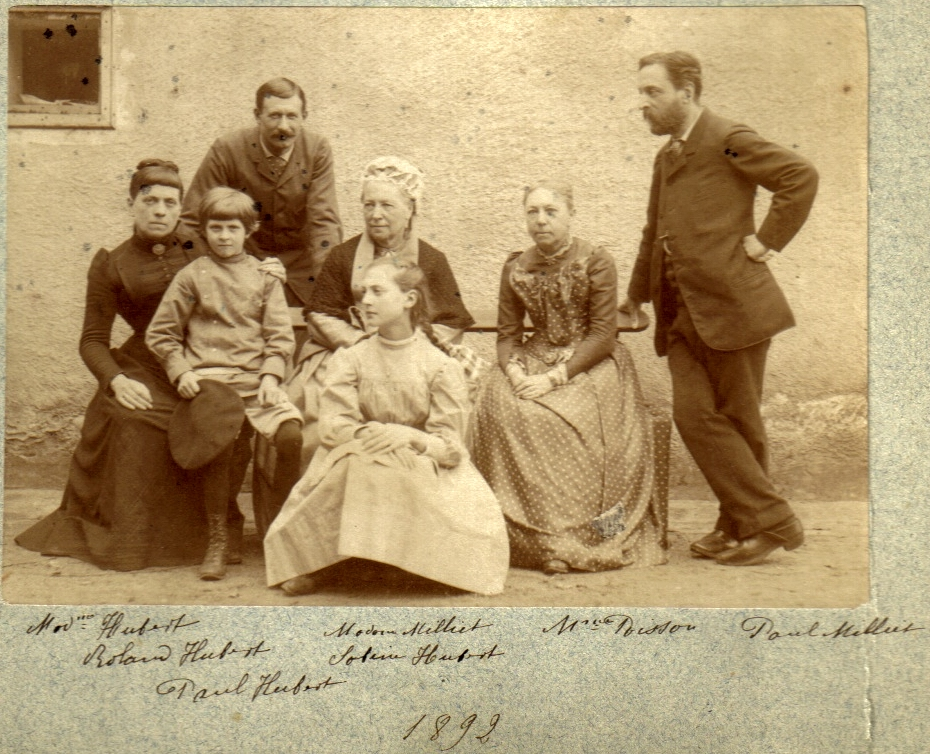
Photo de famille de 1892. De gauche à droite : Louise Milliet, son fils Roland, son époux Paul Hubert, sa fille Sabine, leur mère Louise Milliet, Alix Payen (sous le nom Poisson) et Paul Milliet.

## Témoignage épistolaire
Durant les guerres de 1870 et 1871, Alix Payen écrit régulièrement à sa mère, qui vit sur l'autre rive de la Seine, et à son père, établi en Seine-et-Oise. Elle tient aussi un journal. La dernière lettre date du 28 ou 29 mai et le dernier mot dans le journal du 29 mai, le jour de la mort d'Henri. Ses écrits, rare témoignage contemporain de la Commune, sont publiés à plusieurs reprises après sa mort mais restent peu connus.

### Un témoignage rare et méconnu

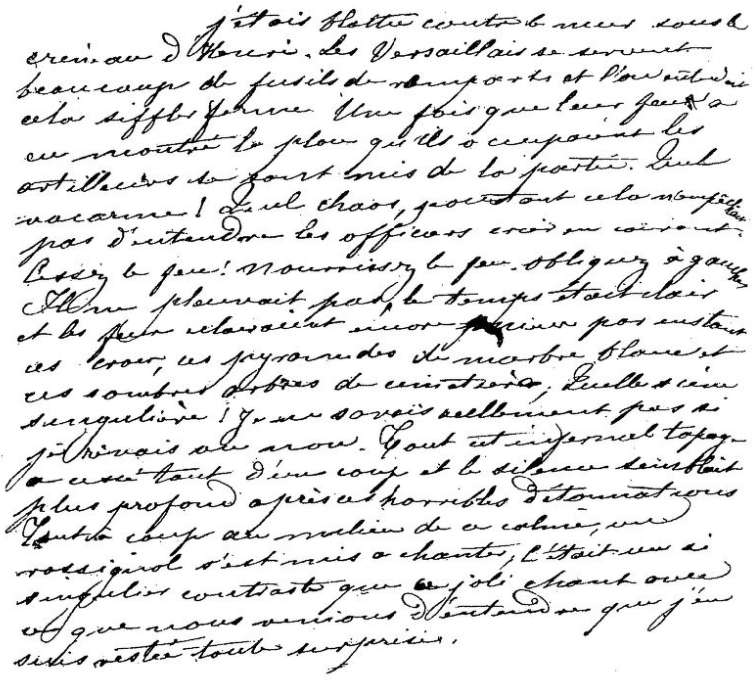
Fragment d'une lettre d'Alix Payen, datée du 16 avril 1871-, recopiée à l'encre dans ses mémoires.

Les témoignages contemporains des communards sont rares. En cause, la répression qu'ils ont subie n'a pas permis la conservation de leurs écrits, mais aussi leur faible pratique de l'écriture, ainsi que la brève existence de la Commune. L'échange épistolaire qu'Alix Payen maintient avec sa famille durant les évènements insurrectionnels est donc perçu, par Michèle Audin et Bernard Guyon, comme un témoignage « exceptionnel » et « remarquable », notamment à propos des détails sur la défense de Paris assiégé par les Versaillais,,.
Malgré cette spécificité, le nom d'Alix Payen est peu connu et ne bénéficie que de quelques citations. Michèle Audin émet des hypothèses sur l'invisibilisation autour de son existence et de celle de ses écrits — alors même qu'Édith Thomas l'avait évoquée dans son ouvrage Les Pétroleuses — sur le fait qu'Alix Payen ne corresponde ni aux stéréotypes construits par les Versaillais ni à ceux des historiens et historiennes spécialistes de la Commune. Femme d'origine bourgeoise, sans activité, elle n'a pas non plus été membre d'un club ou d'une organisation telle que l'Association internationale des travailleurs ou l'Union des femmes pour la défense de Paris et les soins aux blessés, ni ne s'est servie de sa plume dans les journaux, ni, comme l'a fait la cantinière Victorine Brocher, publié ses souvenirs.

### Des publications posthumes

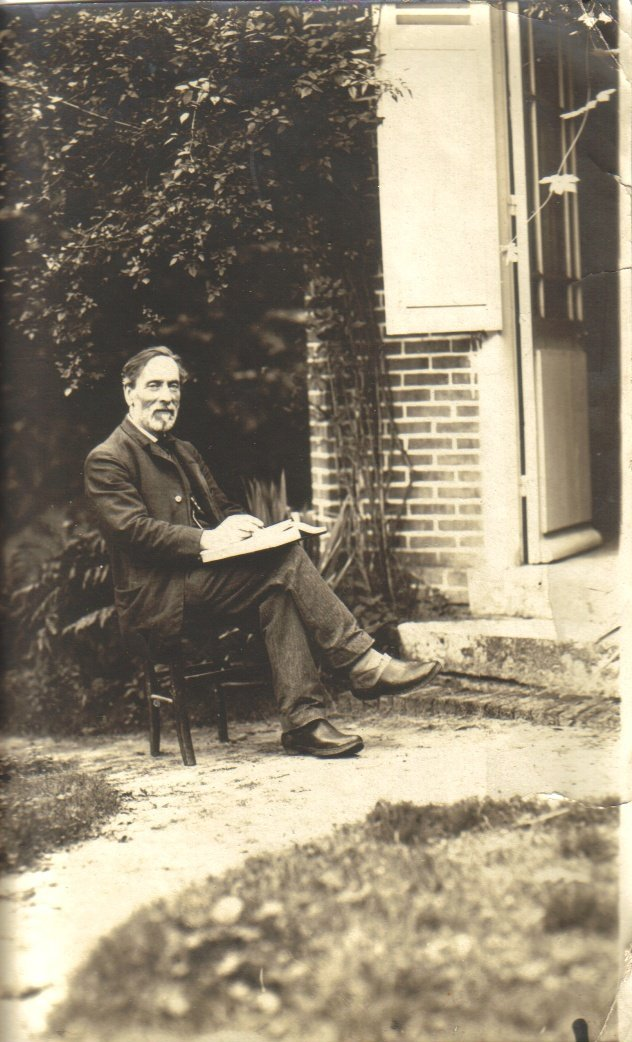
Paul Milliet, frère d'Alix Payen et auteur de la biographie familiale.

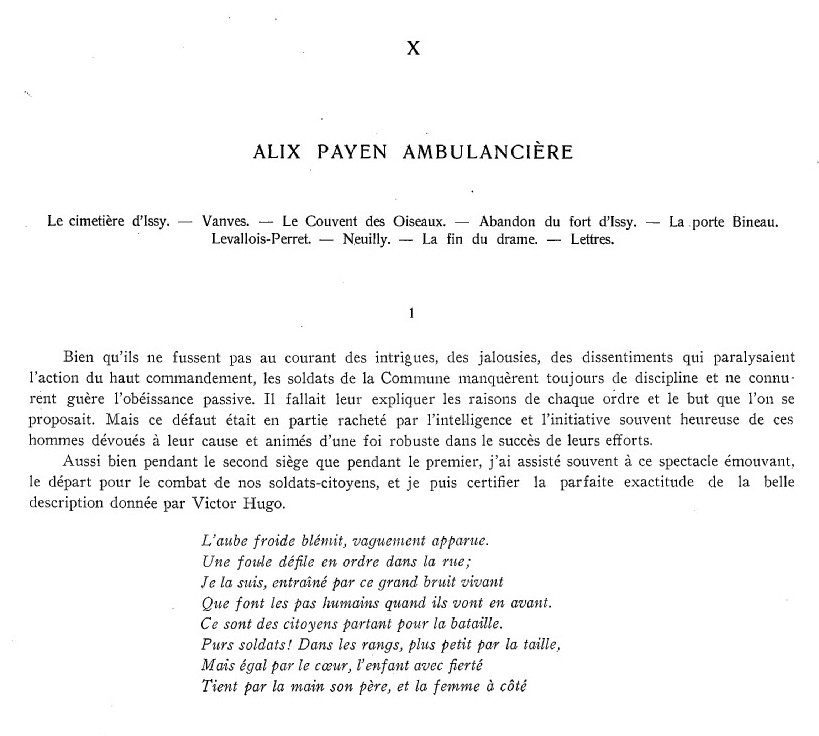
Chapitre Alix Payen ambulancière du second volume d'Une famille de républicains fouriéristes, les Milliet, publié en 1916.

Les lettres d'Alix Payen ne paraissent qu'après sa mort. Elles sortent du cercle familial par l'action de son frère Paul Milliet, lorsqu'il les intègre à une biographie familiale publiée dans la revue Cahiers de la Quinzaine de Charles Péguy de 1910 à 1911,, où Alix Payen occupe avec sa sœur Louise Milliet une grande place. Quatre ans plus tard, il réunit l'entièreté de ces chapitres dans un ouvrage en deux volumes, Une famille de républicains fouriéristes, les Milliet qu'il fait publier par Georges Crès. Même s'il remanie certaines des lettres, il leur laisse une place prépondérante dans le chapitre dédié aux combats de la Commune, à tel point qu'elles constituent seules le récit et que Paul Miliet intervient uniquement pour préciser le contexte historique.
Une soixantaine d'années plus tard, en 1978, le fondateur des éditions Maspero (aujourd'hui La Découverte) François Maspero réédite les lettres d'Alix Payen, dans leur version des Cahiers de la Quinzaine. Elles figurent au sein d'une anthologie intitulée Mémoires de femmes mémoire du peuple, qu'il publie sous le pseudonyme de Louis Constant dans sa « Petite collection Maspero »,. C'est sous cette forme qu'elles sont découvertes par Michèle Audin, qui, de 2018 à 2019, publie certaines d'entre elles sur son blog macommunedeparis.com. Elle les présente dans une nouvelle version qu'elle décrit comme « mixte », issue des deux sources de Paul Milliet. Après avoir eu accès aux archives familiales des descendants de Louise Milliet fille, tenues par Danielle Duizabo, elle les fait publier, avec de nombreux inédits, chez Libertalia en 2020, sous le titre C'est la nuit surtout que le combat devient furieux.
La publication de Michèle Audin paraît à l'orée du cent-cinquantenaire de la Commune. On retrouve, l'année de l'anniversaire, une nouvelle publication des écrits d'Alix Payen, au sein de l'anthologie établie par Jordi Brahamcha-Marin et Alice de Charentenay, La Commune des écrivains, aux éditions Gallimard. Un hommage lui est aussi rendu par le street-artiste Dugudus dans sa série de portraits Nous la Commune exposée dans Paris — accompagné d'un portrait dans L'Humanité — ainsi que par l'historienne Ludivine Bantigny qui lui adresse une correspondance « par-delà le temps » dans son ouvrage La Commune au présent,.

### Contenu des lettres d'Alix Payen au combat

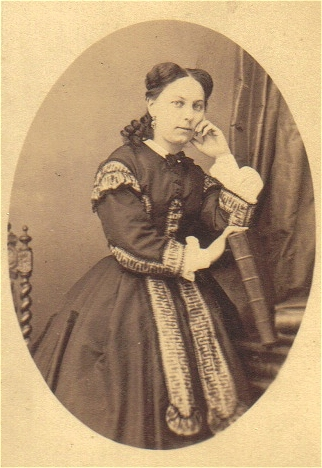
Portrait d'Alix Payen.

Alix Payen offre dans ses lettres une vision concrète de la vie rude des communards et communardes au combat. Elle raconte le manque de vivres et d'équipements,, la gestion approximative des troupes, comme les bons rapports qu'elle établit avec ses camarades du 153e bataillon, qu'elle décrit longuement,,. Adressées à des proches qui connaissent ses opinions, elle ne s'étend pas sur ses opinions politiques : laïques et anticléricales, républicaines et patriotes.
Elle relate les nuits difficiles dans les tranchées, entre le froid, et l'humidité. Les bombardements et les échanges de feu l'empêchent parfois de dormir,. La pluie ne cesse pas durant le mois d'avril, ; elle témoigne le 24 avril qu'elle « n'aurai[t] jamais cru que l'on peut s'habituer à vivre tout mouillé pendant des jours sans jamais sécher ». Le bataillon est constamment exposé au feu ennemi,, avec tout de même quelques accalmies, mais dans des bâtiments dévastés qui ne sont que des abris précaires. Ainsi, elle décrit, toujours le 24 avril, une nuit au fort de Vanves qui n'est pas meilleure que celles passées dehors. La nourriture qui leur est donnée est insuffisante,, alors ils vont glaner dans les champs alentour,.
La situation n'est pas meilleure au combat, où elle décrit des manques importants. Les Fédérés sont équipés d'armes de mauvaise qualité et souffrent de relèves approximatives ainsi que de déplacement aléatoires et dangereux entre les différents postes,. À ce propos, elle écrit le 24 avril : « À notre départ d'Issy [pour Vanves], on nous avait lu un ordre portant que dorénavant les postes avancés seraient relevés toutes les 24 h, malgré cela nous sommes restés trois jours dans ce cloaque. » Au sein de l'ambulance, elle rapporte un manque de fournitures et d'aides médicales.

« L'ambulance ne garde pas les blessés ; on les emmène vite à Paris après le premier pansement fait. […] Les lits sont mauvais et l'on manque de médicaments ; il y a tout ce qui faut comme chirurgie, mais point d'autres remèdes, ainsi un homme de chez nous est dévoré de fièvre et depuis quatre jours le major n'a pas pu avoir encore de quinine. »

— Alix Payen, lettre à sa mère le 24 avril 1871.

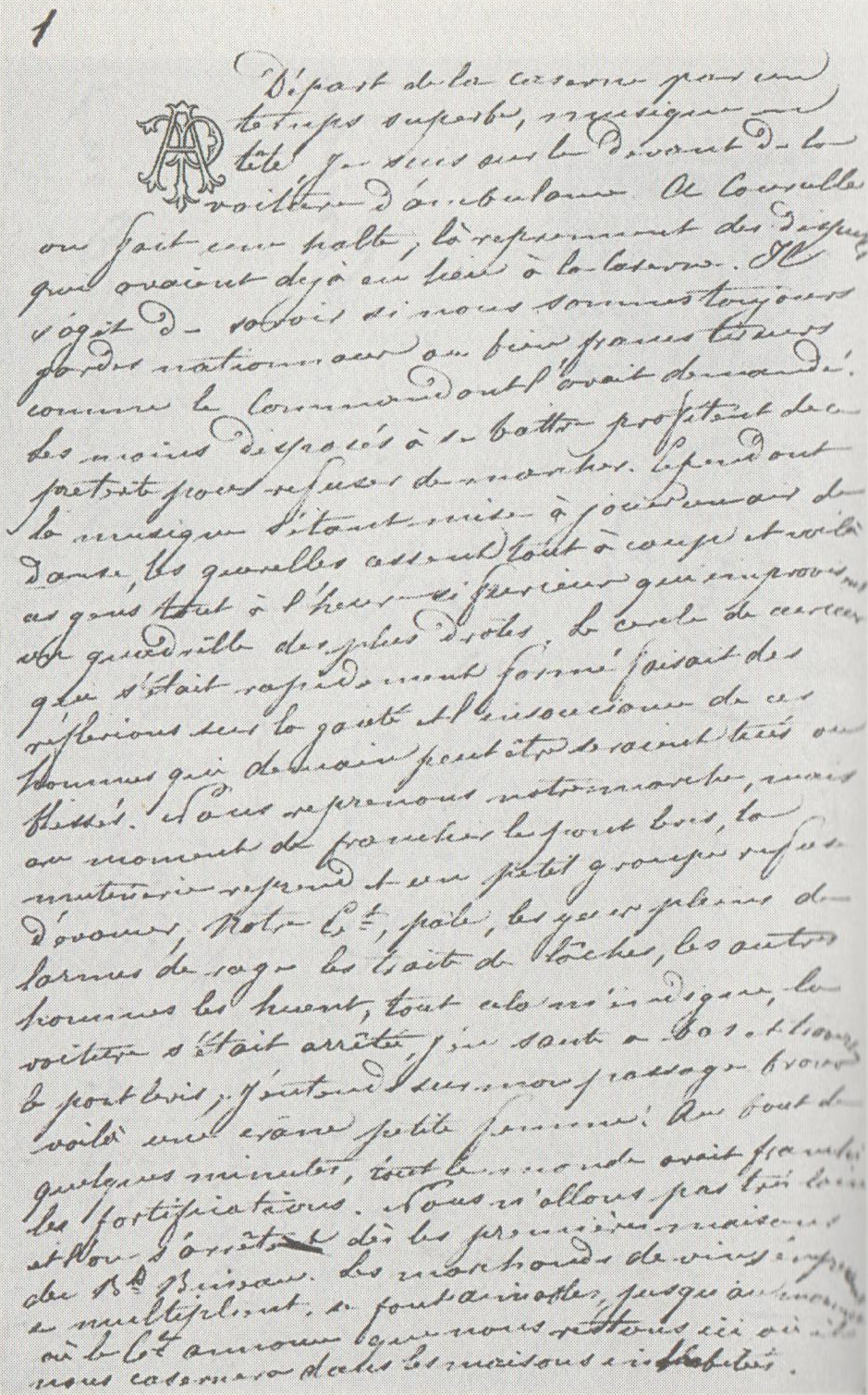
Lettre d'Alix Payen à sa mère, non datée.

Malgré tout, Alix Payen témoigne d'une bonne camaraderie au sein du 153e bataillon et des attentions que lui réservent les soldats. Elle, d'éducation bourgeoise, face à des hommes qui ne le sont pas, s'étonne de leurs qualités. Dans ses différentes lettres, elle décrit à de nombreuses reprises ses nouveaux camarades,. Elle présente ainsi Paul Parelon, poète « très instruit », ancien professeur au collège de Vanves, dont elle remarque « les vers que lui inspire sa nouvelle situation » qu'il improvise souvent, ; les hommes du bataillon le qualifient cependant d'« un peu toqué », elle-même le trouve « fort bizarre ». Souffrant d'un chagrin d'amour, il boit beaucoup et Henri est chargé de veiller sur lui. Chanoine, un ouvrier de la fabrique d'Henri Payen, originaire de Clichy, est comparé à la figure du « Parisien du faubourg, gai, moqueur, un peu voyou ». « Mauvais garçon, si brusque, si grossier », il l'a tout de même « prise en amitié ». Alix Payen écrit aussi sur Émile Lalande, le commandant du bataillon, que l'« on dit très énergétique et très brave ; sa physionomie semble l'indiquer »,, ou, à plusieurs reprises, sur Mme Mallet, « cantinière de fantaisie » et métisse,. Son époux Henry est tué le 27 avril à l'annexe du couvent des Oiseaux, alors, revenue à Paris intra-muros le jour du drame, Alix Payen accueille Mme Mallet chez elle.

### Contenu des lettres de sa mère et sa sœur
La mère et la sœur d'Alix Payen, toutes deux prénommées Louise, font part dans leurs courriers de leurs visions des évènements et de leurs opinions politiques, qui sont entre elles contrastées. Louise Milliet, sa petite sœur âgée de dix-sept ans, développe des idées radicales et spontanées, exprime ses sympathies envers la Commune et son antipathie envers l'Église, alors que sa mère est plus critique et pondérée. Moins enthousiaste que ses enfants, elle voit tout de même dans la Commune une « ère nouvelle » pour Paris et soutient leur engagement.

« Nous romprons plutôt que de plier. […] Nous voulons la République, les royalistes de Versailles veulent nous l'escamoter, nous faire adorer leur fétiche, un roi, nous préférons la mort ; nous ne sommes plus dupes de leurs paroles hypocrites, et nous ne nous laisserons plus tromper, comme nous l'avons été par les hommes du 4 septembre. »

— Louise Milliet fille, lettre à son père le 24 avril 1871.

« [Le gouvernement] devrait comprendre qu'il y a quelque chose au fond, une idée qui vaut la peine d'être discutée, mais non, ils sont aveugles comme tout ce qui est vieux et tout ce qui est destiné à tomber. Je crois que c'est l'enfantement laborieux d'une ère nouvelle et non point l'agonie de la France. Aussi je regarde et j'écoute, le grand malaise c'est que les hommes manquent, d'un côté il n'y a que les vieux ragotons de 1830 et de l'autre des fruits verts pas mûrs du tout. »

— Louise Milliet mère, lettre à son époux le 4 mai 1871.
Leurs lettres, comme celles d'Alix Payen avant son départ au combat, témoignent également de la vie dans un Paris par deux fois assiégé. Elles décrivent leur quotidien, entre le rationnement qu'elles subissent depuis janvier, les bombardements qu'elles fuient et les fusillades auxquelles elles assistent. Ainsi, le 24 mai, elles sont exposées lors de l'explosion d'une poudrière au Luxembourg. Elles subissent cependant la propagande, les rumeurs mensongères et les fausses informations ; parfois même les lettres sont contradictoires au sein de la famille.

« Je ne quitterai pas Paris avant qu'il y ait eu une entente et que les hostilités soient définitivement cessés. La Commune a pris des otages, emprisonné l'archevêque, le curé de la Madeleine et bien d'autres, on pille les couvents. Une fois lancés dans cette voie, où s'arrêtera-t-on ? […] Je propose d'envoyer dans une île déserte toute la droite de la Chambre, c'est-à-dire les trois-quarts, et toute la Commune, ils se valent. »

— Louise Milliet mère, lettre à son époux le 7 avril 1871.

« J'entends dire que l'on fait courir en province les bruits les plus effrayants sur Paris qui est pourtant très tranquille et n'a encore rien pillé ni tué, quoi qu'en disent les Versaillais. »

— Alix Payen, lettre à son père le 10 avril 1871.

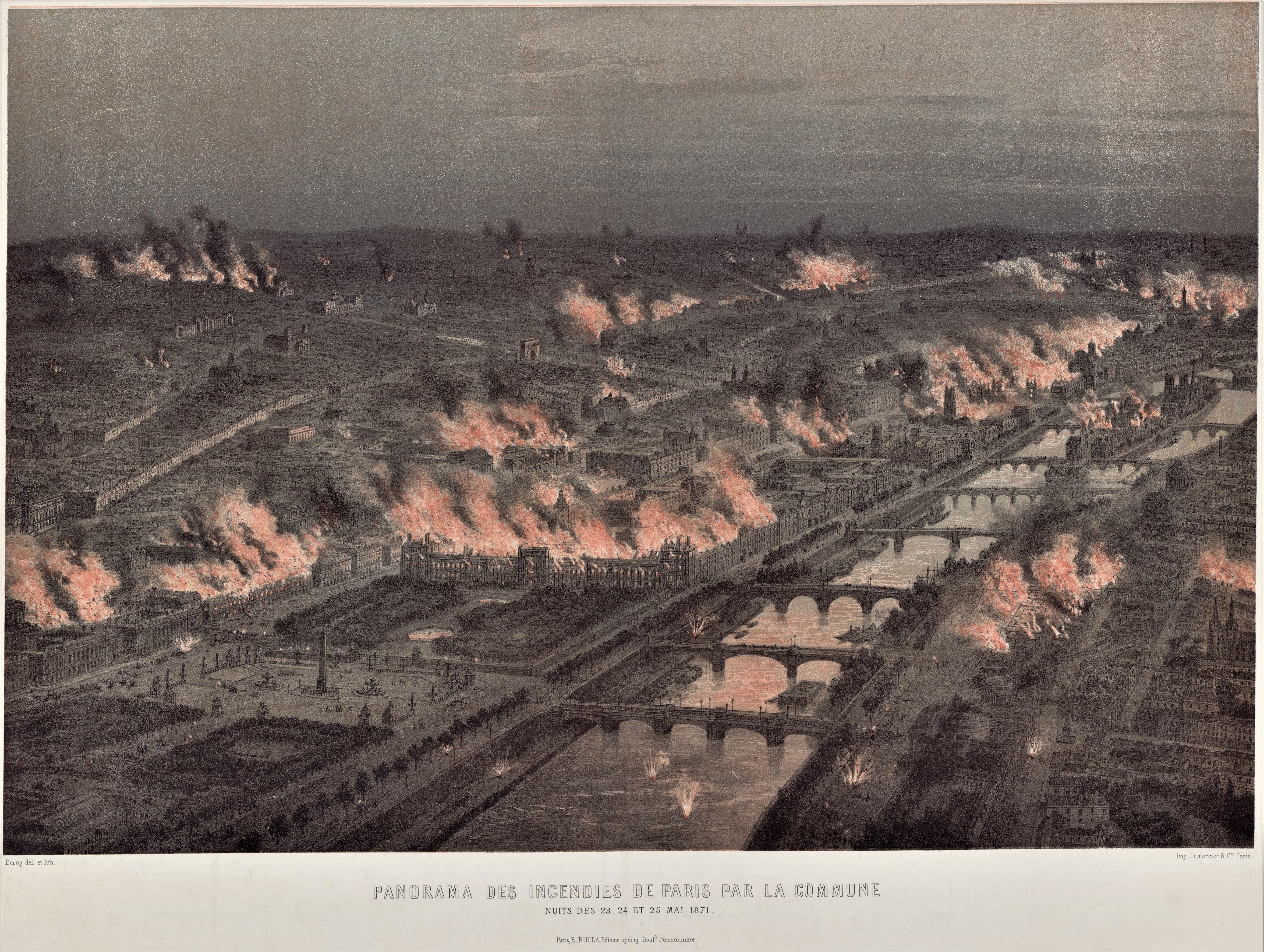
Panorama des incendies dans Paris du 23 au 25 mai 1871, lithographie d'Auguste Victor Deroy. Conservée au musée Carnavalet à Paris.

Ainsi, la correspondance au sein de la famille Milliet est une source de description de plusieurs événements de la Commune, ou d'autres qui la précèdent de peu : le soulèvement du 22 janvier 1871 et ses fusillades meurtrières à l'Hôtel de Ville,, un important cortège funèbre pour des gardes nationaux tués lors des premiers affrontements — et premières défaites — le 9 avril depuis le palais de l'Industrie, une manifestation de 6 000 francs-maçons pour la conciliation le 29 avril — nombre d'entre eux prendront les armes aux côtés des Fédérés —, ou les combats et les incendies durant la Semaine sanglante, lorsque les troupes versaillaises reprennent possession de Paris, que la mère Louise Milliet décrit avec observation,.

« Paris en flammes de tous côtés, on se battait sur le boulevard Montparnasse et l'Observatoire quand tout à coup le feu prend aux baraques du Luxembourg et un instant après la poudrière saute ! Notre maison vacille comme un tremblement de terre, portes et fenêtres volent en éclats. Avec Paul et Louise nous nous précipitons dans le jardin. Les éclats d'obus et les balles y pleuvaient, nous étions là à peu près quarante personnes, impossible de fuir, on se battait sur le boulevard, l'attaque et la défense étaient furieuses au Panthéon, les gardes nationaux avaient reçu l'ordre de faire sauter le Panthéon et même dit-on la bibliothèque St-Étienne. »

— Louise Milliet mère, lettre à son époux le 25 mai 1871.

### Rôles de femme et de bourgeoise sur le champ de bataille

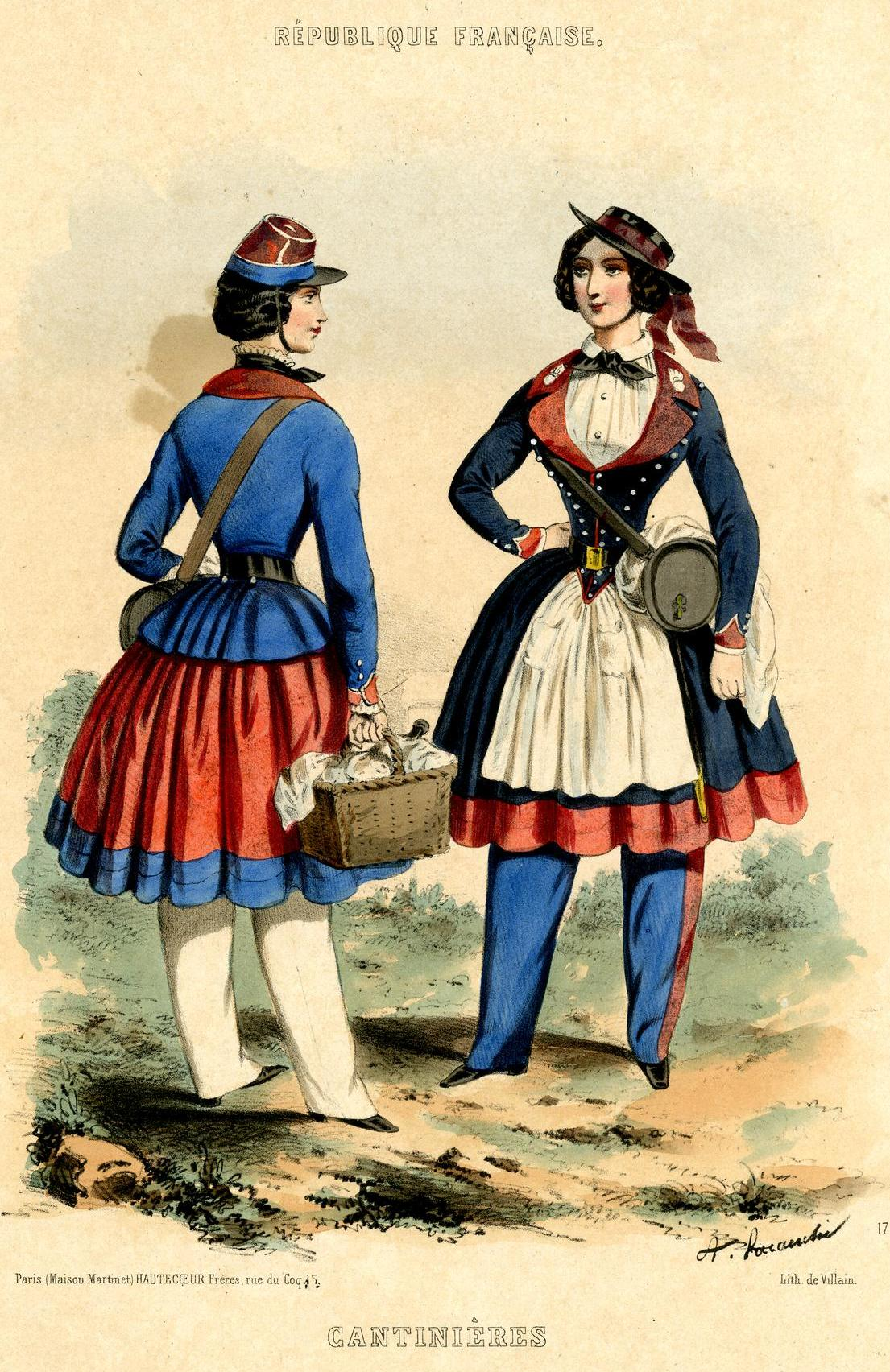
Cantinières, lithographie d'Alexandre Lacauchie et Villain réalisée entre 1848 et 1852. Conservée au British Museum à Londres.

Parmi les femmes s'engageant au sein de la Commune de Paris, la majorité d'entre elles le font dans un but politique, avec le désir de construire une nouvelle société et d'améliorer la condition des femmes,. D'autres, moins nombreuses, s'enrôlent pour soutenir leur compagnon envoyé au combat, en occupant les fonctions d'ambulancière ou de cantinière. Épouse de sergent, Alix Payen est de celles-ci,. Son origine bourgeoise la distingue aussi de la plupart des communardes, qui proviennent du bas de l'échelle salariale et vivent une vie de misère, de labeur et de lutte pour pouvoir nourrir leurs enfants,,. La docteure Carolyn J. Eichner, dans une analyse présente au sein de son ouvrage Surmounting the Barricades: Women in the Paris Commune (Franchir les barricades : Les Femmes dans la Commune de Paris) paru en 2004, voit en elle l'illustration de la manière dont la position sociale d'une femme affecte sa vie sur le champ de bataille.
Carolyn J. Eichner prend pour exemple les premières lettres d'Alix Payen, envoyées depuis les tranchées du fort d'Issy. Alors qu'elle décrit comment les soldats vivent avec un manque important de provisions, elle reçoit un traitement privilégié dû à sa classe sociale. Par exemple, elle raconte le 21 avril : « L'eau pour la cuisine est assez loin, et on n'en apporte que juste le nombre de bidons nécessaire, mais je trouve toujours le matin une gamelle d'eau pour ma toilette. Aujourd'hui, même, comme il faisait froid, Chanoine m'avait fait tiédir mon eau ! » Les compagnons d'Alix Payen lui procurent ainsi des privilèges basés sur ses exigences présumées de femme bourgeoise, et ce même si leur abandon temporaire ne semble pas la gêner. Sa différence sociale avec les soldats du 153e bataillon s'illustre également par les commentaires qu'elle fait sur eux dans ses lettres, lorsqu'elle s'étonne de la bonne tenue de ces derniers et des comportements qu'ils ont envers elle.
Toujours d'après Eichner, Alix Payen ne rompt pas non plus avec la domination masculine. Elle s'engagerait davantage par amour envers Henri Payen que par militantisme, se pliant au devoir d'épouse qui lui est imposé, quitte à sacrifier son bien-être et à mettre sa vie en danger. Carolyn J. Eichner conclut que, même si Alix Payen empiète sur l'espace masculin qu'est le champ de bataille, cet outrepassement est modéré, en raison à la fois des privilèges bourgeois qu'elle préserve et de la domination masculine qu'incarne son mari, dont elle reste au service.

#### Sur Alix Payen et la famille Milliet
- Paul Milliet, « Les Milliet, une famille de républicains fouriéristes », Cahiers de la Quinzaine,‎ publié de 1910 à 1911 (BNF 34337504, lire sur Wikisource)En treize chapitres répartis sur treize numéros. Lire sur Gallica ou l'Internet Archive (index sur charlespeguy.fr).
- Paul Milliet, Une famille de républicains fouriéristes, les Milliet, Paris, M. Giard et E. Brière, 1915-1916 (BNF 34211467)Réédition en deux volumes, 1838-1870 et 1870-1879. Premier tome sur Gallica. Second tome sur Gallica.
- Alfred Saffrey, « Paul Milliet : Une famille de républicains fouriéristes », Feuillets mensuels / L'Amitié Charles Péguy, no 166,‎ 15 mars 1971 (lire en ligne).
- « Une ambulancière de la Commune de Paris », dans Louis Constant (dir.), Mémoires de femmes mémoire du peuple, Éditions Maspero, coll. « Petite collection Maspero », 1979, 166 p. (ISBN 978-2-7071-1022-0, lire en ligne), p. 59 à 88.
- Michèle Audin, C'est la nuit surtout que le combat devient furieux : Une ambulancière de la Commune, 1871, Libertalia, coll. « La petite littéraire », 2020, 128 p. (ISBN 978-2-37729-134-2, lire en ligne).
- anthologie établie par Jordi Brahamcha-Marin et Alice de Charentenay, La Commune des écrivains : Paris, 1871 : vivre et écrire l'insurrection, Éditions Gallimard, coll. « Folio classique », 2021, 800 p. (ISBN 978-2-0728-7234-1)

#### Ouvrages généraux
- Édith Thomas, Les « Pétroleuses », Éditions Gallimard, coll. « La suite des temps », 1963, 295 p. (ISBN 2-07-026262-6).
- (en) Gay L. Gullickson, Unruly Women of Paris: Images of the Commune, Cornell University Press, 1996, 304 p. (ISBN 978-1-5017-2529-6, lire en ligne).
- (en) Carolyn J. Eichner, Surmounting the Barricades: Women in the Paris Commune, Indiana University Press, 2004, 279 p. (ISBN 978-0-2533-4442-7, lire en ligne). Traduit en français par Bastien Craipin : Franchir les barricades : Les Femmes dans la Commune de Paris  (trad. de l'anglais), Paris, Éditions de la Sorbonne, coll. « Histoire de la France aux XIXe et XXe siècles », 2020, 312 p. (ISBN 979-10-351-0522-8).
- Claudine Rey, Annie Gayat et Sylvie Pepino, Petit dictionnaire des femmes de la Commune : Les oubliées de l'histoire, Limoges/Paris, Le bruit des autres, 2013, 301 p. (ISBN 978-2-35652-085-2).

#### Autres témoignages communards
- Céleste Hardouin, La Détenue de Versailles en 1871, Paris, 1879, 144 p. (BNF 30575870, lire en ligne)Réédité en 2005 par l'association des amis de la Commune de Paris (1871).
- Maxime Vuillaume, Mes cahiers rouges : Souvenirs de la Commune, Paris, La Découverte, coll. « Cahiers libres », 2011, 720 p. (ISBN 978-2-7071-6486-5)Publication originale de 1908 à 1909 dans les Cahiers de la Quinzaine. Annotée par Maxime Jourdan.
- Victorine Brocher (préf. Lucien Descaves), Souvenirs d'une morte vivante, Lausanne, A. Lapie, 1909, 313 p. (BNF 34186224, lire en ligne)Réédité en 1976 par les éditions Maspero et en 2017 par Libertalia.
- Michèle Audin, Eugène Varlin, ouvrier relieur, 1839-1871, Montreuil, Libertalia, 2019, 488 p. (ISBN 978-2-37729-086-4)Écrits d'Eugène Varlin rassemblés par Michèle Audin.